# Vallo Alpino del Littorio
Il Vallo Alpino del Littorio, noto anche brevemente come Vallo Alpino (in francese Mur Alpin o Mur des Alpes, in tedesco Alpenwall, in sloveno Alpski zid, in inglese Alpine Wall), è un sistema di fortificazioni formato da opere di difesa (bunker), voluto da Mussolini e costruito durante il ventennio fascista prima della seconda guerra mondiale per proteggere il confine italiano dai paesi limitrofi, cioè Francia, Svizzera, Austria e Jugoslavia.
Il termine "vallo" deriva dall'antica costruzione difensiva romana denominata vallum. Pur essendo stato costituito nel 1931, la denominazione Vallo Alpino del Littorio venne ufficializzata solamente il 13 marzo 1940 in un discorso pronunciato dal Sottosegretario alla Guerra generale Ubaldo Soddu. La costruzione sul confine ex austriaco, divenuto confine tedesco dopo l'annessione dell'Austria alla Germania il 13 marzo 1938, ebbe inizio nel 1939 a seguito della diffidenza che Mussolini manifestava verso la Germania di Hitler. Quest'ultimo tratto venne battezzato dalle popolazioni delle zone interessate ai lavori "Linea non mi fido", con evidente riferimento ironico alla Linea Sigfrido.
Prima della seconda guerra mondiale, le opere di difesa erano presidiate dalle unità della "GaF", il corpo di Guardia alla frontiera, specificatamente creato per il presidio delle opere fortificate, il cui motto era «Dei sacri confini guardia sicura». La situazione geopolitica venutasi a creare nel dopoguerra portò al ripristino parziale e alla messa in funzione delle opere dell'ex Vallo Alpino Settentrionale, che tornarono operative dall'inizio degli anni 1950 fino al 1992, presidiate da reparti appositamente dedicati allo scopo: Alpini d'arresto e Fanti d'arresto.

## Storia

### Prima della seconda guerra mondiale

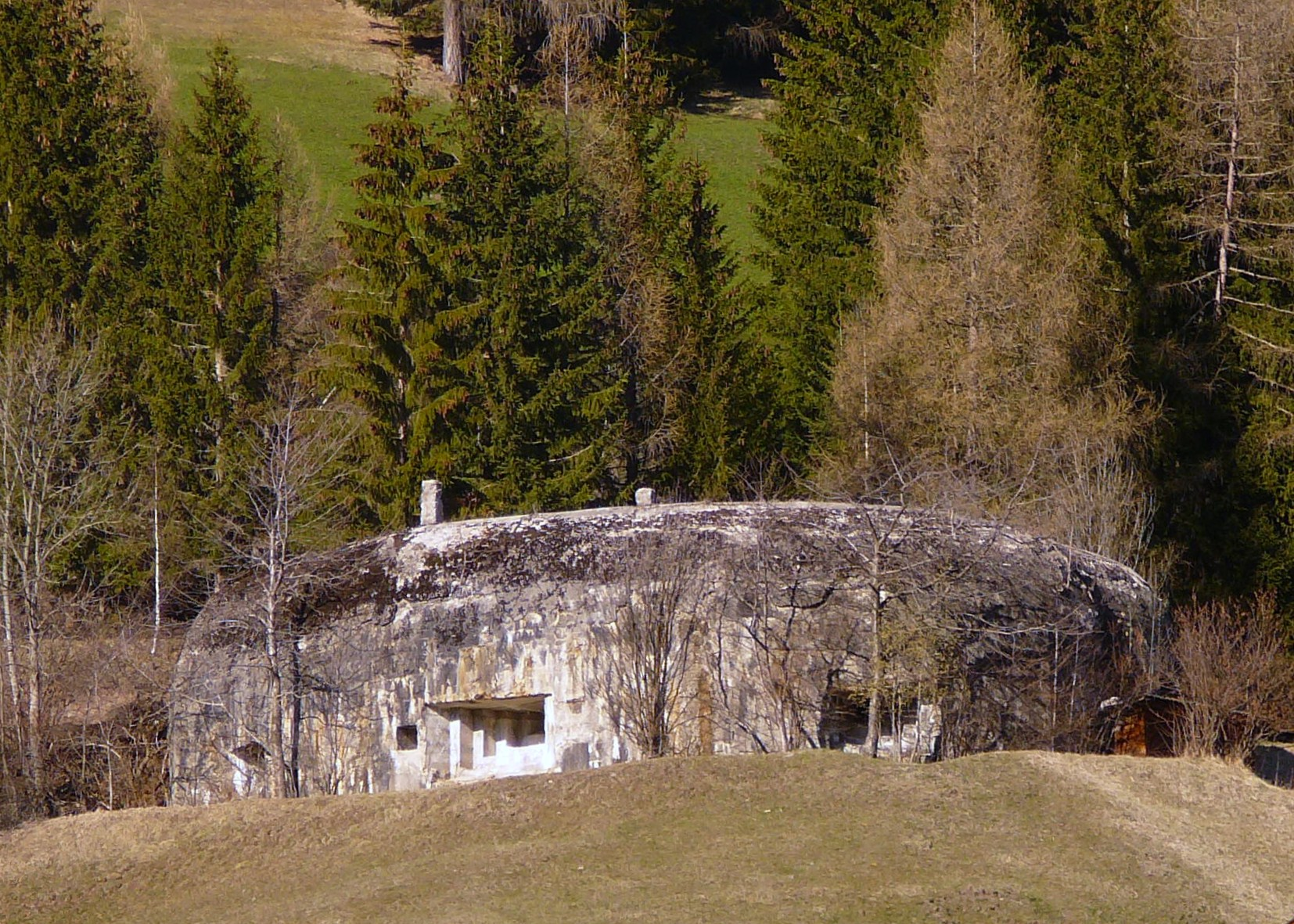
L'Opera 4 dello sbarramento di Braies

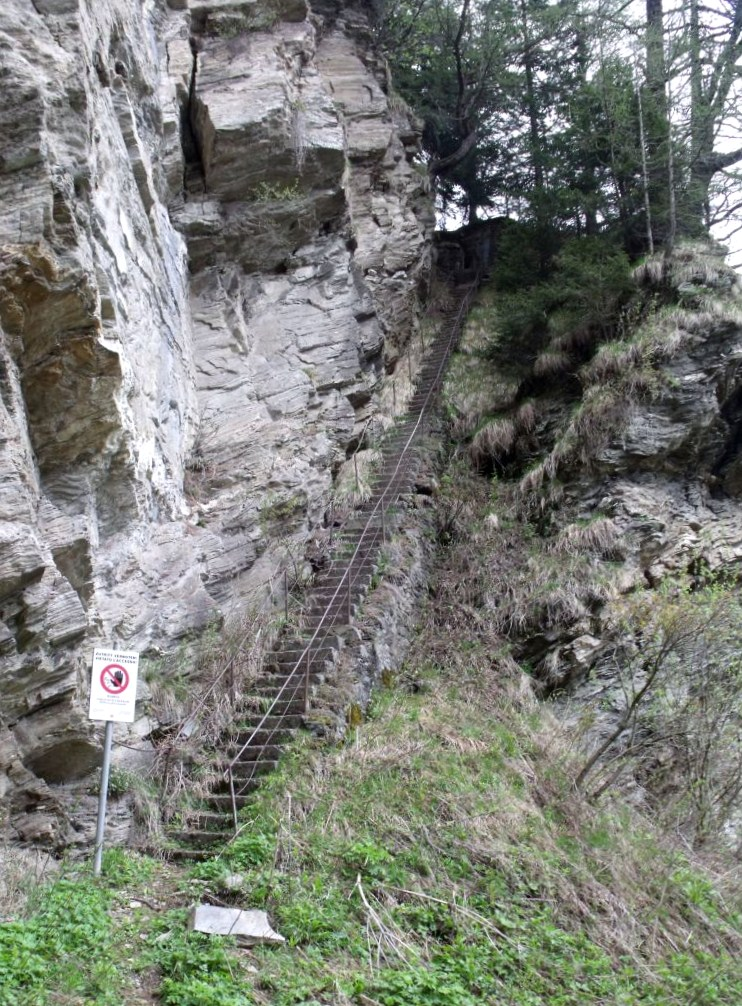
Gli "84 scalini" che conducono all'osservatorio dell'Opera 1, nello sbarramento del Brennero

Alla fine della prima guerra mondiale molte nazioni europee svilupparono una considerevole politica di fortificazione. I problemi territoriali, lasciati aperti dal Trattato di Versailles, diedero l'impulso a una corsa alla difesa delle frontiere, rendendole inaccessibili tra il 1920 e il 1940.
Le opere fortificate presero vari nomi tra cui:
- Linea Maginot in Francia
- Linea Sigfrido in Germania
- Linea Stalin in Russia
- Linea Rupnik in Jugoslavia
- Linea Metaxas in Grecia
- Ridotto nazionale in Svizzera
- Waterlinie ("linea d'acqua") nei Paesi Bassi
- Vallo Alpino in Italia

L'Italia si trovò a dover difendere una frontiera molto ampia, e soprattutto montuosa. Si trattava infatti di 1.851 chilometri di linea di confine, così suddivisi da est a ovest:
- "Vallo alpino occidentale":
  - 487 km con la Francia;
- "Vallo alpino Settentrionale":
  - 724 km con la Svizzera;
  - 420 km con l'Austria, allora annessa alla Germania (Vallo alpino in Alto Adige, Cadore, Carnia e Tarvisiano);[8]
- "Vallo alpino orientale":
  - 220 km con la Jugoslavia.

La costituzione del "Vallo Alpino del Littorio" avvenne ufficialmente il 6 gennaio 1931 con l'emanazione della Circolare 200 da parte dello Stato Maggiore del Regio Esercito e i lavori per il suo completamento continuarono per diversi anni, proseguendo in alcuni casi anche durante il conflitto, fino all'ottobre 1942.

Il progetto iniziale comprendeva tutto l'arco alpino, partendo da Ventimiglia e arrivando all'allora città italiana di Fiume, sfruttando appieno la scarsità di rotabili, sentieri e colli e le difficoltà create dall'ambiente alpino. Ai tempi, i compiti attribuiti alla fortificazione permanente erano principalmente di:
- fungere da copertura, onde consentire lo svolgimento delle operazioni di mobilitazione e di radunata in un quadro di sicurezza;
- sbarrare le più importanti vie di penetrazione;
- costituire base di partenza e di appoggio per azioni offensive o controffensive;
- realizzare l'economia delle forze;
- incanalare l'avversario deviandolo da zone vitali e convogliandolo in zone più favorevoli alla difesa;
- ritardare e logorare la progressione nemica;
- arrestare l'avversario, agendo in combinazione con l'esercito di campagna.

Intorno al 1924-25 si ebbe un'implementazione della rete stradale civile italiana, e questo avvenne anche in seguito alla realizzazione di una rete di strade militari, necessarie per condurre le guarnigioni difensive e i relativi fabbisogni logistici in luoghi prima inaccessibili a mezzi ruotati.
In data 11 aprile 1930, il Ministero della Guerra pubblicò la Circolare 7100 in cui venivano definite le caratteristiche per la costruzione delle strade militari a supporto del futuro Vallo Alpino Occidentale.

Con questa disposizione, venne regolato il metodo costruttivo delle strade militari, che furono così suddivise:
- "Grande camionabile (tipo A)"

strade con larghezza superiore a 6 m, praticabili in entrambi i sensi da autocarri, con fondo artificiale, pendenza massima dell'8% e raggio minimo di curve 12 m.
- "Camionabile (tipo B)"

strade di larghezza di 3,50 m, con fondo artificiale, praticabili da autocarri con allargamenti a metri 6 in media ogni 4 km, pendenza massima 10% e raggio di curve massimo 10 m.
- "Carrareccia (tipo C)"

strada di larghezza 3 m, con fondo artificiale e pendenza non superiore al 12% e raggio minimo di curve di metri 8, con allargamenti a metri 5 ogni 4 km.
- "Mulattiera (tipo D)"

strada con fondo artificiale ove necessario, di larghezza circa di 2,20 m, pendenza max. 17% e allargamenti di metri 5 ogni chilometro circa, con opere d'arte capaci di sopportare un carico di cinque tonnellate per asse.
- "Mulattiera (tipo E)"

strada di larghezza 1,50 m, con pendenza non superiore al 25%, fondo artificiale ove necessario, opere d'arte capaci di reggere una tonnellata per asse.
Questa classificazione stradale rimase in vigore fino al 1936, quando il Ministero della Guerra pubblicò la circolare 94210, che suggerì di improntare la ripartizione delle strade militari a criteri più generali e meglio aderenti alle necessità operative caso per caso. La vecchia circolare venne abrogata e le strade atte al transito veicolare vennero classificate in "Strade principali", con larghezza da 3,50 a 8,50 metri, e "Strade secondarie", con larghezza da 3 a 5 metri.
Il 28 giugno 1937 un'altra circolare, la numero 42240, presentò le normative inerenti alle "Viabilità minori", ossia strade più adattate alla morfologia del terreno, di facile costruzione, adatte al transito di artiglierie carrellabili, salmerie e pedoni.
La zona inizialmente più interessata a lavori di rafforzamento fu la frontiera con la Francia: le vallate alpine piemontesi e le vallate al confine franco-ligure furono pesantemente fortificate e rinnovate. Queste vallate erano state al centro di episodi bellici nelle campagne francesi del XVIII secolo e, fin dalla nascita dello stato italiano, tutti gli accessi al territorio italiano furono oggetto di attenzione militare.
Dopo la cessione di Nizza e della Savoia alla Francia, per potenziare la difesa dell'arco alpino occidentale, fu nominata nel 1862 una "commissione permanente di difesa" che provvide alla ricostruzione dell'intero sistema difensivo dando vita a quella che fu poi denominata la "cintura dei forti".
Nei decenni a seguire nacquero così numerose fortificazioni, dal Moncenisio al Colle dell'Agnello, da Vinadio al Colle di Tenda, dall'alta val Roja a Mentone, creando così un forte sistema difensivo, che però ebbe vita breve. Infatti con la fine della Grande Guerra e la dimostrazione dell'inefficacia difensiva dei forti ottocenteschi ai nuovi grossi calibri, ci fu un'evoluzione tecnica anche nei metodi fortificativi: i vecchi forti campali in cemento e pietra, privi di grossi spessori in cemento armato e corazzature, furono presto obsoleti e richiesero una ristrutturazione, se non la dismissione.
I limiti delle fortificazioni campali, i loro metodi costruttivi obsoleti e la loro vulnerabilità ai tiri da lunga distanza delle nuove artiglierie, fecero sì che l'attenzione venisse spostata verso nuove strutture basate sui punti forti naturali, come alture, valloni e strapiombi, che furono spesso trasformati in vere e proprie fortificazioni, pressoché invulnerabili, scavate nella roccia e riparate dalla morfologia stessa del terreno.
All'inizio degli anni trenta, anche in risposta del fervore fortificatorio francese con la costruzione della Linea Maginot, l'Italia di Mussolini iniziò la costruzione di un sistema difensivo verso il confine francese che si ispirava alla Maginot stessa. Il confine svizzero, al contrario, non fu interessato da lavori così ingenti di fortificazione, data anche la presenza di molte ed efficaci opere del sistema difensivo italiano alla Frontiera Nord verso la Svizzera, risalenti alla prima guerra mondiale. Il confine occidentale, e successivamente anche quello austriaco, fu invece decisamente interessato da interventi militari.

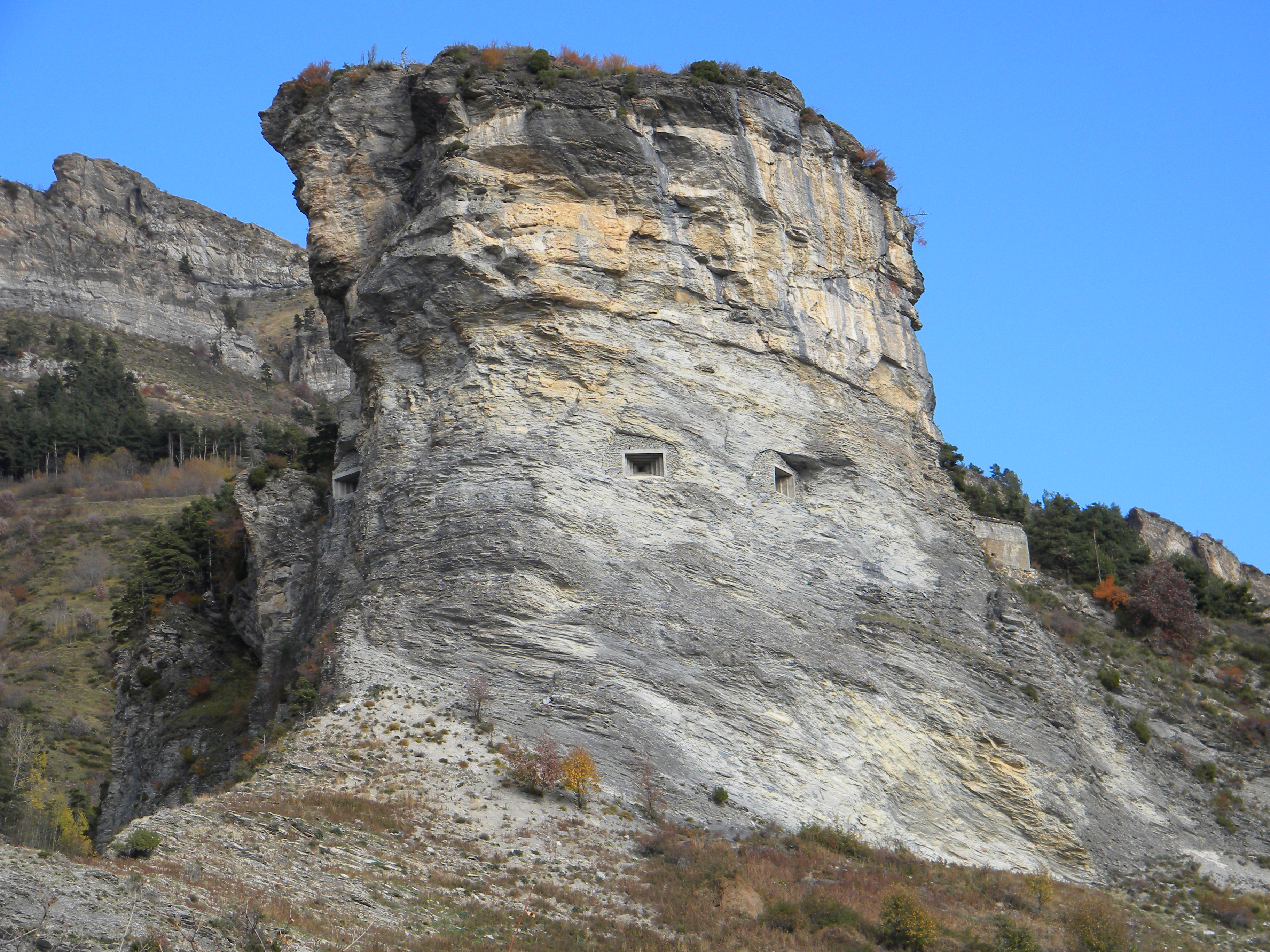
Le postazioni per mitragliatrice dell'Opera 243 (Caposaldo "Monte Corto-Monte Bertrand", II Settore "Alta Roja-Gessi"), "incastonate" nel torrione roccioso di Castel di Torno (ribattezzato Castel Tournou dopo il passaggio dell'Alta Valle Roja in territorio francese nel 1947).

Questa nuova difesa dei confini italiani era in realtà un progetto al limite delle capacità industriali ed economiche del paese. I lavori infatti subirono negli anni consistenti rallentamenti dovuti alla scarsità di fondi, ma anche di materie prime.
(Bernasconi & Muran 1999, p. 49)
Successivamente i lavori proseguirono fino al 15 ottobre 1942.
Da una relazione del 3 ottobre 1942, a firma di Vittorio Ambrosio allora Capo di Stato Maggiore del Regio Esercito, si desumono i seguenti dati sul complesso dei lavori eseguiti sull'intera frontiera:
- sono state ultimate 1475 opere difensive; […]. Sono anche terminate circa 700 casermette difensive e ricoveri attivi;
- sono in corso di costruzione circa 450 opere e una sessantina tra casermette e ricoveri. […];
- sono progettati oltre 1400 tra opere, casermette e ricoveri, per la maggior parte (circa 2/3) relativi alla frontiera germanica.»
(da Relazione sullo stato della fortificazione e sui lavori sinora eseguiti alle frontiere terrestri, P.M.9, 3 ottobre 1942.XX)
Se il Vallo Alpino fosse stato completato, avrebbe potuto contare nel complesso su 3.325 impianti fortificati.
La difesa italiana era organizzata in maniera differente rispetto a quella francese o tedesca, infatti il Vallo Alpino era pensato per utilizzare armi che all'epoca erano di uso comune nella fanteria e nell'artiglieria; a queste in alcuni casi si era pensato di affiancare un'ulteriore potenza di fuoco come i lanciafiamme e i mortai, e in alcuni casi anche vecchi pezzi d'artiglieria rimasti nei forti della prima guerra mondiale. Soltanto raramente, e solo in alcune valli, fu pensato l'utilizzo di gas tossici, come ad esempio l'iprite.

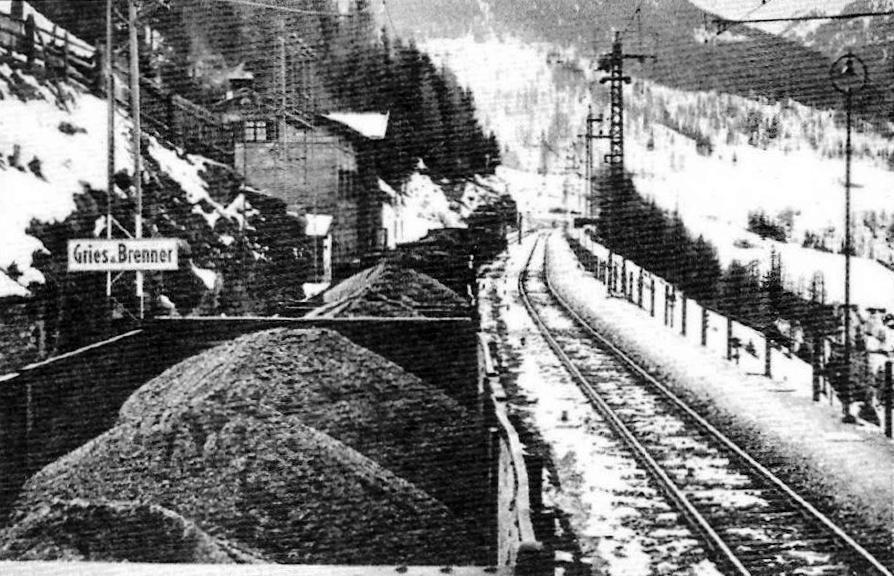
Il carbone tedesco giunge in Italia dal Brennero

Le mancanze economiche costrinsero spesso all'utilizzo di materiali inadeguati: raro era l'uso dell'acciaio per le difficoltà di reperimento di materie prime, dovuto in parte alle sanzioni imposte all'Italia per la sua invasione dell'Etiopia e in parte all'autarchia imposta dal regime fascista che creava difficoltà di produzione e reperimento. Per far fronte alla carenza di materie prime, Adolf Hitler inviò in Italia ingenti quantità di merci. L'acciaio che arrivava, che serviva per i cannoni e generalmente per le armi, veniva fuso nuovamente per ottenere putrelle e feritoie corazzate a uso delle opere fortificate. Anche il carbone che serviva per alimentare gli altiforni delle industrie siderurgiche incaricate della produzione delle corazzature, porte blindate e per la produzione del calcestruzzo era inviato dalla Germania.
Alla fine degli anni trenta i centri "tipo 200", così denominati dal numero di protocollo della circolare che stabiliva le loro caratteristiche costruttive ("Direttive per la organizzazione difensiva permanente in montagna"), erano prevalentemente di media grandezza e solo alcuni di essi potevano vantare dimensioni rilevanti. In ogni caso erano ancora piuttosto isolati e spesso, al contrario delle grandi opere multiformi della Maginot, non erano in grado di difendersi a vicenda.

Per ovviare a questo inconveniente venne decisa la costruzione di numerose piccole opere monoblocco in calcestruzzo, denominate "tipo 7000" dal numero della circolare che ne istituiva la realizzazione, che avrebbero dovuto, in breve tempo e con costi limitati, colmare gli intervalli tra le opere esistenti e coprire le zone non ancora protette da fortificazioni.

In realtà le ridotte dimensioni e la scarsa potenza di fuoco di queste opere non permettevano una efficace difesa del confine, per cui alla fine del 1939 venne emanata la circolare numero 15000, a firma del generale Rodolfo Graziani, che stabiliva le caratteristiche di una nuova generazione di opere, denominate "tipo 15000", operativamente autonome, più grandi e dotate di una maggiore potenza di fuoco.
La costruzione del vallo si protrasse a singhiozzo fino al 1943 lungo tutto l'arco alpino e interessò anche la frontiera tedesca con il "Vallo alpino in Alto Adige", che fu costruito al confine con l'Austria, annessa alla Germania, nonostante l'Italia fosse alleata con la Germania stessa.

### Durante la seconda guerra mondiale

#### Vicende del Vallo Alpino Occidentale

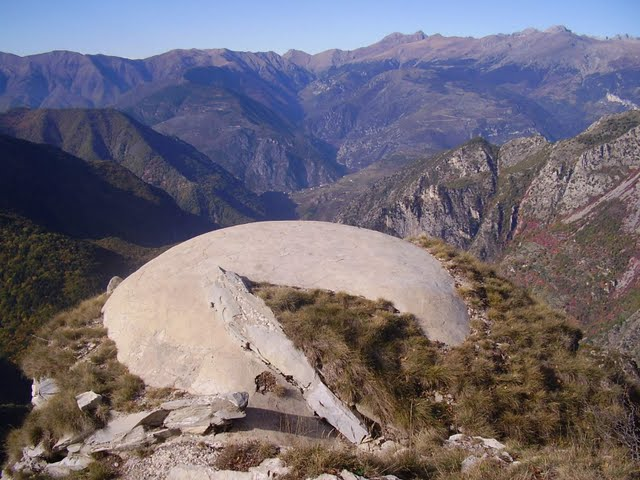
Casamatta a Monte Lega nel Vallo Alpino Occidentale.

Le opere del Vallo Alpino, concepite a scopo di difesa per contrastare un'eventuale penetrazione avversaria sul territorio italiano, non avevano, salvo qualche eccezione, campo d'azione oltre confine. A queste si affiancavano alcune batterie corazzate, i cosiddetti "forti", in grado di sparare oltre frontiera con il compito di contrastare il fuoco delle analoghe artiglierie avversarie. Furono proprio i "forti" ad avere il battesimo del fuoco nelle azioni contro la Francia del giugno 1940, mentre le opere propriamente dette non ebbero, per ovvie ragioni, alcun ruolo attivo. Per esempio al Colle del Moncenisio vennero utilizzate le batterie corazzate Paradiso e La Court con fuoco di controbatteria verso il forte francese Petite Turra, la batteria corazzata Pramand, situata a monte di Ulzio, sparò contro le postazioni francesi della Valle della Clarée, ma l'intervento più noto fu quello della batteria dello Chaberton, che aprì il fuoco contro diversi forti francesi, neutralizzando quello di Rochers des Olives in Val Clarée. Il forte Chaberton, temutissimo dai francesi perché dominava dall'alto dei suoi 3 130 m Briançon e l'alta valle della Durance, subì un duro attacco da parte di quattro mortai Schneider francesi da 280 mm, accuratamente preparato già prima della guerra, che lo misero fuori combattimento non appena le condizioni atmosferiche, molto brutte nei primi giorni del conflitto, consentirono l'aggiustamento del tiro.
Quattro anni dopo migliaia di soldati americani e francesi sbarcati in Provenza all'alba del 15 agosto 1944 dopo un pesante bombardamento navale delle difese costiere, costrinsero le truppe tedesche a evacuare la Francia meridionale e ad attestarsi sui passi alpini per organizzare la linea di resistenza. In questo frangente alcune delle opere del Vallo Alpino furono usate dall'esercito tedesco per tentare di fermare l'avanzata delle truppe alleate. Per citare un esempio, i Tedeschi riarmarono nell'autunno del 1944 alcune delle fortificazioni italiane del Moncenisio, tra cui le batterie corazzate Paradiso e La Court che avevano già operato all'entrata in guerra dell'Italia nel 1940, e riequipaggiarono con i pezzi da 47/32 le opere dotate di postazioni anticarro, mentre le rimanenti opere del Vallo Alpino non vennero più riarmate per evitare un'eccessiva dispersione delle forze di difesa. I Tedeschi resistettero sul Moncenisio tra alterne vicende fino al 27 aprile 1945; il ritiro dalle posizioni avvenne tra il 27 e il 28 aprile dopo aver eseguito le distruzioni preventivate, tra cui le batterie La Court e Paradiso.
Un caso anomalo è rappresentato dalla Batteria B2 (611ª Batteria G.a.F), opera in caverna armata con quattro cannoni da 75/27 ubicata sulla Punta Melmise nei pressi di Bardonecchia. Essa, in costruzione allo scoppio delle ostilità con la Francia e resa operativa soltanto nei primi mesi del 1943, fu l'ultima opera del Vallo Alpino a essere in funzione. Infatti nell'aprile 1945 le truppe tedesche che la occupavano esaurirono tutte le scorte di proietti da 75 mm sparando sul territorio francese prima di scendere a valle il 25 aprile 1945.

#### Vicende del Vallo Alpino Settentrionale

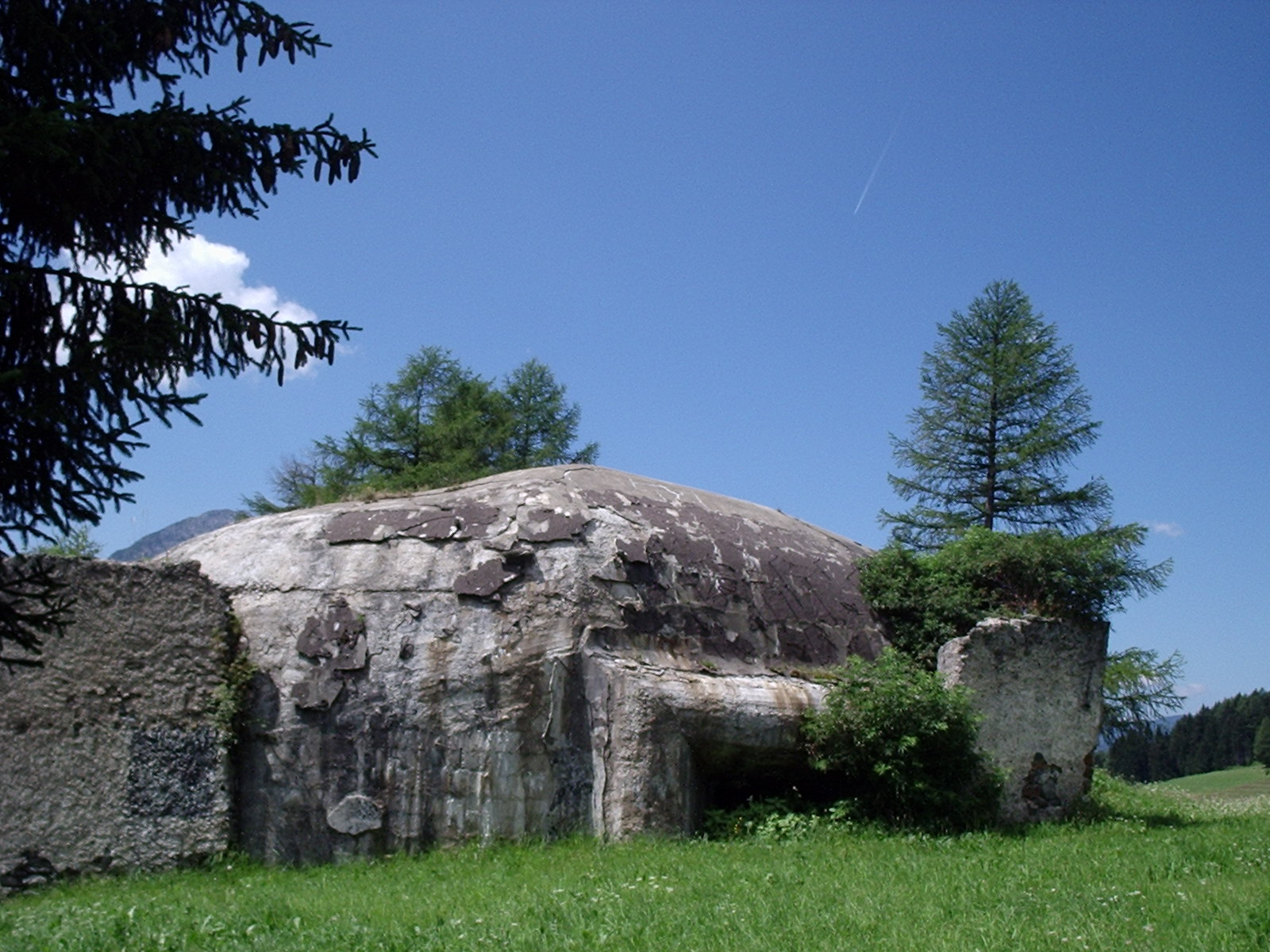
L'Opera 9 dello sbarramento di Dobbiaco nel Vallo Alpino Settentrionale.

Nelle prime ore del giorno successivo alla destituzione di Mussolini, avvenuta il 25 luglio 1943, e nonostante le assicurazioni fornite sulle intenzioni del nuovo governo guidato da Pietro Badoglio, Hitler diede ordine di mettere in atto il piano di invasione dell'Italia, denominato operazione Achse, che lo Stato Maggiore generale tedesco aveva preparato fin dal maggio 1943. Nella stessa giornata del 26 luglio avvenne la prima violazione del valico di frontiera del Brennero, che si verificò in circostanze quasi grottesche: l'ufficiale al comando di una colonna di carri armati chiese strada ai militari italiani di guardia che rimasero interdetti per la totale mancanza di ordini; egli scese quindi con molta calma dal carro e sollevò la sbarra di confine dando via libera alla colonna e dando così inizio all'occupazione dell'Alto Adige. Le fortificazioni del Brennero, piuttosto modeste perché risalenti al periodo fortificatorio del 1934/38, erano regolarmente presidiate dalla Guardia alla Frontiera, ma erano state private dell'armamento, spostato per rafforzare le postazioni costiere; fu quindi giocoforza lasciar passare i panzer tedeschi senza opporre resistenza. Lo stesso giorno iniziarono a transitare dai valichi di Resia, Prato alla Drava e anche a Tarvisio numerosi reparti tedeschi destinati ufficialmente a rafforzare le difese nel sud dell'Italia. In realtà l'invasione vera e propria dell'Italia venne rimandata, in quanto i comandi dell'esercito tedesco preferirono rafforzare la propria presenza in Italia con uomini e materiali sulla base degli accordi tra Hitler e Mussolini del 19-20 gennaio 1941, non ancora ricusati da nessuna delle parti.
Questa situazione suscitò proteste da parte italiana e il 6 agosto 1943 venne organizzato a Tarvisio il primo incontro formale tra i rappresentanti dell'Italia post-mussoliniana e della Germania, dove questi ultimi spiegarono la necessità di coadiuvare gli Italiani nella difesa dei valichi alpini, necessari per poter rifornire le proprie truppe che si trovavano nel meridione, e ottennero di installare difese contraeree su tutti i valichi e in special modo al Brennero. Il convegno del 6 agosto, organizzato per iniziativa tedesca in una carrozza del treno del Comando Supremo Italiano nella stazione di Tarvisio, segnò l'inizio di una serie di menzogne reciproche: da parte italiana si voleva prendere tempo in attesa che le trattative segrete intraprese con gli Alleati portassero all'armistizio separato; da parte tedesca si voleva invece rafforzare la propria presenza militare in modo da essere pronti a neutralizzarne le forze italiane in previsione della loro prossima defezione.
Il giorno successivo il generale Gloria, comandante del 35º Corpo d'Armata di Bolzano, inviò due divisioni di alpini in Alto Adige e occupò le fortificazioni del Vallo Alpino. In risposta Hitler ordinò di prendere possesso di tutte le strade afferenti ai valichi e di occupare le postazioni del vallo, suscitando la reazione degli Italiani che intimarono ai Tedeschi di mantenersi ad almeno cinquanta metri dalle fortificazioni. Fallito il tentativo di farsi consegnare le chiavi delle postazioni i Tedeschi desistettero momentaneamente dal loro intento, ma le truppe italiane e tedesche continuarono a fronteggiarsi in assetto di guerra, mentre la tensione saliva fino ad arrivare al puntamento delle batterie contraeree tedesche verso le postazioni italiane; tutto questo nonostante le rassicurazioni che il Comando Supremo Italiano continuava a inviare all'alleato tedesco, che dal suo canto era ben conscio della loro falsità.

Il bilancio numerico tra le forze in campo si volse nei giorni successivi a favore degli Italiani, che rimasero però immobili e indecisi sul da farsi mentre si insinuava in loro il dubbio di essere stati abbandonati dagli alti gradi dell'esercito alla mercé dell'efficiente potenza bellica tedesca.
L'8 settembre 1943, all'annuncio dell'armistizio separato con gli alleati, le truppe tedesche ormai ben dislocate in Trentino-Alto Adige iniziarono l'occupazione dell'Italia. Nella notte fra l'8 e il 9 settembre attaccarono tutte le installazioni militari italiane che, nonostante qualche episodio di strenua resistenza, vennero sistematicamente occupate.
Concludendo si può affermare che, nel periodo decisivo dell'entrata delle truppe naziste in Italia per la via del Brennero (25 luglio-9 settembre 1943), le opere del Vallo Alpino, disposte in maniera strategica secondo successivi sistemi difensivi (I, II e III) il cui scopo era di rallentare e sfiancare l'invasore, non operarono mai secondo la loro specifica funzione, sia per l'incompletezza dei sistemi difensivi stessi, ma soprattutto perché l'ex alleato si trovava ormai alle loro spalle.
Immediatamente dopo l'occupazione dell'Italia e la creazione della Zona d'operazioni delle Prealpi e della Zona d'operazioni del Litorale adriatico, i Tedeschi presero in considerazione di riadattare le opere del Vallo Alpino e anche le vecchie postazioni austro-ungariche della prima guerra mondiale come "posizione di resistenza prealpina". Il Führer decise però di resistere molto più a sud contrastando l'avanzata degli Alleati con diverse linee difensive (Linea Barbara, Linea Reinhard, Linea Gustav, Linea Cesare, Linea Hitler, Linea Albert, Linea Verde 1 e 2 (Linea Gotica) e lo studio non ebbe seguito. Modificare le postazioni vicine alle strade sarebbe stato forse possibile, ma sarebbe mancato il tempo per farlo; infatti le forze tedesche capitolarono il 2 maggio 1945.

### Il secondo dopoguerra

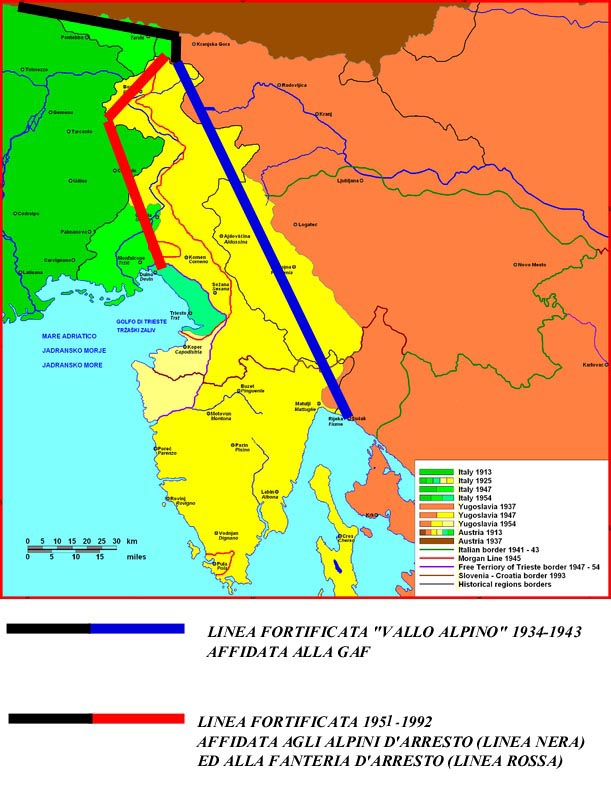
Linea del Vallo Alpino Orientale

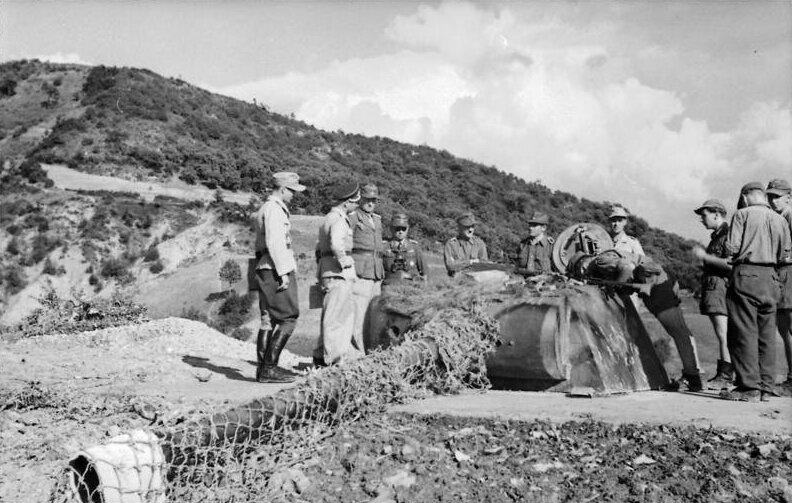
Una torretta di un Panzer V fotografata in Italia nel 1944. Questo metodo difensivo fu adottato anche nel nuovo Vallo.

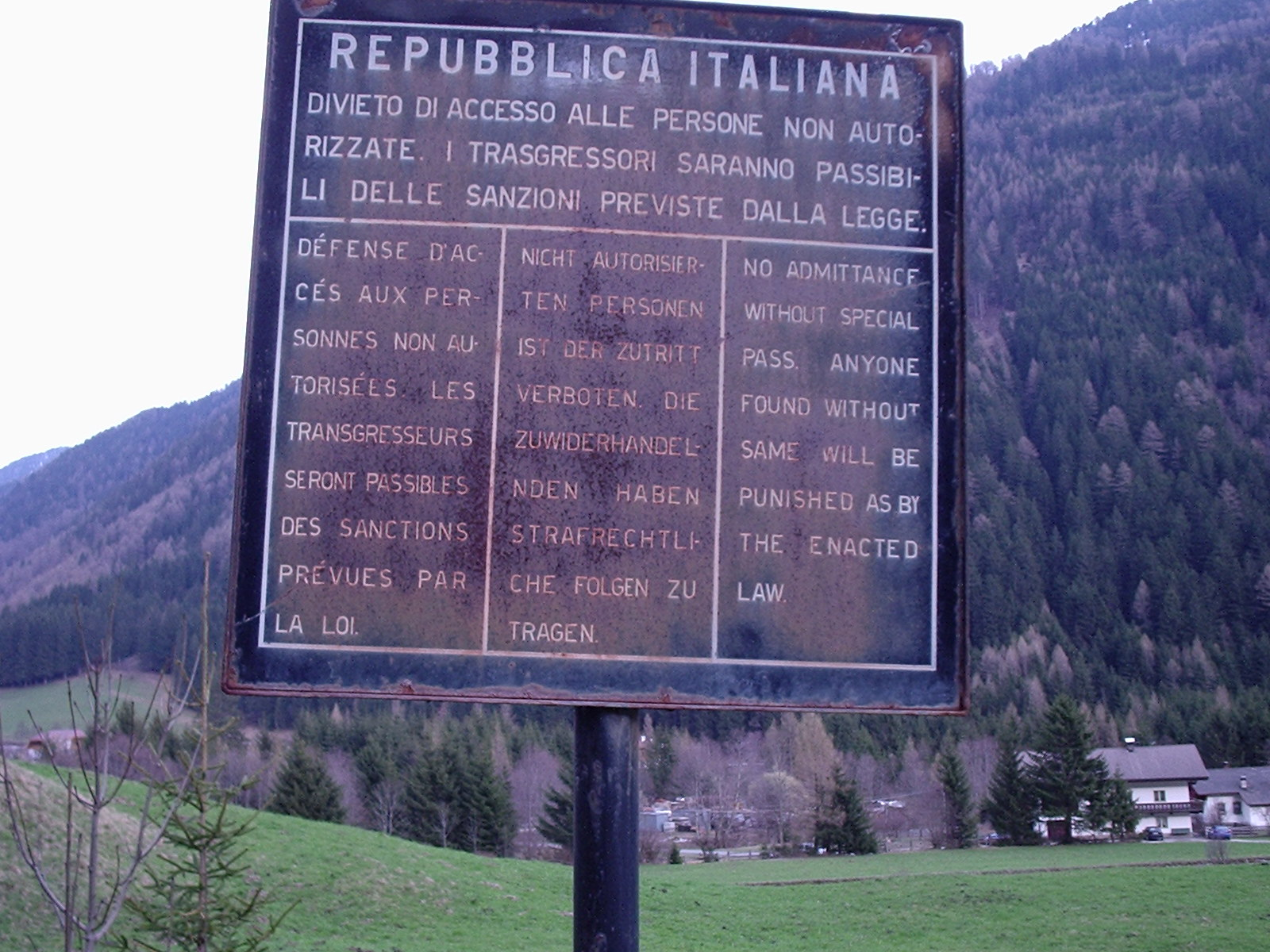
Cartello quadrilingue "moderno" indicante la presenza di un bunker.

Alla fine del conflitto la maggior parte delle opere del Vallo Alpino Occidentale rimaste in territorio italiano vennero demolite (1948) come previsto dalle clausole del trattato di pace di Parigi del 1947. Si salvarono invece dalla distruzione quelle che passarono in territorio francese in forza dello stesso trattato di pace; esse furono però disarmate e spogliate di ogni parte recuperabile e lasciate all'abbandono. Le opere del Vallo Alpino Orientale entrarono invece in possesso della Jugoslavia a causa della cessione di parte del Friuli-Venezia Giulia ad essa e quindi si salvarono anch'esse.
In particolare gli accordi di pace sancivano che in una fascia di 20 chilometri lungo i confini con la Francia e la Jugoslavia dovessero essere distrutte o rimosse entro un anno tutte le fortificazioni o installazioni militari permanenti e che le stesse non potessero essere ricostruite. Veniva inoltre fatto divieto di costruire, indipendentemente dalla distanza dalla frontiera, fortificazioni o installazioni militari permanenti capaci di sparare o di dirigere il tiro sui territori e sulle acque territoriali francesi e jugoslave.
Nonostante ciò, dopo la fine del secondo conflitto mondiale si ebbe una nuova esigenza di difendere l'Italia da eventuali aggressioni dall'oriente, che portò a una nuova valorizzazione delle opere fortificate rimaste del Vallo Alpino e alla costruzione a ridosso della nuova frontiera di nuove opere. Il progetto fu finanziato dalla NATO. Questa nuova idea difensiva prevedeva che al confine con l'Austria venissero riutilizzate le opere già esistenti della Seconda Guerra Mondiale, mentre sul confine con la Jugoslavia si sarebbe dovuta costruire una nuova linea di difesa per rimpiazzare quella rimasta oltre frontiera. L'Italia si ritrovò così con una nuova linea di fortificazione permanente alla frontiera nord orientale, il cui settore montano, dal passo di Resia al passo del Predil, reimpiegava alcune delle sistemazioni difensive appartenute al Vallo Alpino e vennero affidate prima ai Battaglioni di Posizione ed in seguito agli Alpini d'Arresto, mentre nel settore dal passo del Predil fino al mare, tra il corso del Tagliamento e la frontiera jugoslava (oggi slovena), vennero realizzate un gran numero di postazioni di nuovo tipo disposte su più linee consecutive. Anche in questo settore le opere, assegnate in un primo tempo ai Battaglioni di Posizione, vennero successivamente affidate alla Fanteria d'Arresto, nel 1957.
La nuova linea di difesa adottò come arma principale torrette di vecchi carri armati enucleate. Questa tecnica di utilizzare mezzi dismessi o sostituiti era stata appresa dalle linee di difesa tedesche costruite in Italia (ad esempio la linea Hitler e la linea Gotica). Quest'arma permetteva un notevole volume di fuoco che poteva essere indirizzato su 360 gradi, offrendo al contempo un ridotto bersaglio. Il compito principale di queste rinate fortificazioni consisteva nell'incanalare e ritardare la penetrazione delle forze corazzate e di quelle meccanizzate.
Oltre all'utilizzo di nuovi sistemi d'arma (sia mitragliatrici che pezzi d'artiglieria), le opere furono dotate di nuove porte stagne di origine navale e di una difesa NBC (armi nucleari, biologiche e chimiche) a livello personale, ovvero con utilizzo di maschere antigas. Sempre per una migliore difesa delle opere furono istituite la "Squadre Difesa Vicine", aventi il compito di impedire avvicinamenti al perimetro delle opere e di attivare i campi minati posti a difesa delle opere.
Ancora nel 1976 questo sistema difensivo, basato sulla fortificazione permanente, era considerato strategico dallo Stato Maggiore della Difesa. Infatti, nonostante l'arma nucleare avesse sollevato già negli anni 1950-1960 numerosi dubbi sull'opportunità di mantenerle in efficienza, si considerava che le fortificazioni potessero avere una sufficiente resistenza a una esplosione nucleare ravvicinata.

### L'abbandono
La caduta dell'Unione Sovietica, il termine dell'ipotetica minaccia che poteva irrompere da oriente e le variazioni nei paesi del Patto di Varsavia diedero il colpo finale ai reparti d'arresto e alle opere del Vallo Alpino.
Nonostante già nel 1986 alcune delle opere meno strategiche fossero state dismesse, tra il 1991 e il 1992 tutte le fortificazioni ancora operative situate in Alto Adige e Friuli furono sigillate e tutti i corrispondenti reparti vennero sciolti. Tutte le opere, inoltre, furono private dell'armamento e degli allestimenti interni e chiuse mediante la saldatura degli ingressi e delle feritoie da ditte civili incaricate dall'Arsenale di Napoli - che per oltre quarant'anni aveva curato la manutenzione delle artiglierie - e coadiuvate dagli ultimi reparti del Val Brenta e del Val Tagliamento. Negli anni la natura ha preso il sopravvento sul cemento armato, e al giorno d'oggi le opere rimangono soltanto silenziose testimonianze.
In alcuni rari casi oggi si riesce ad attuare una politica di conservazione e rendere quindi visitabili queste opere per tramandare alle future generazioni una testimonianza di un tormentato periodo di vita militare. Un esempio per tutti è l'Opera 3 dello sbarramento di Fortezza, restaurata e oggi adibita a museo dalla provincia autonoma di Bolzano.
Anche nei pressi di Tarvisio, al confine con l'Austria e la Slovenia, a cura di associazioni locali si possono visitare importanti postazioni dell'ex Vallo Alpino poi riutilizzate dalla NATO.

## Le strutture degli sbarramenti

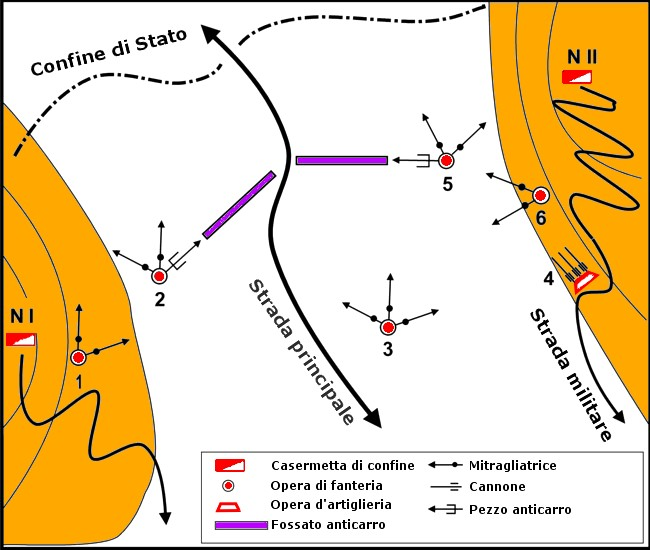
Una piantina di un ipotetico sbarramento, con le sue componenti principali.

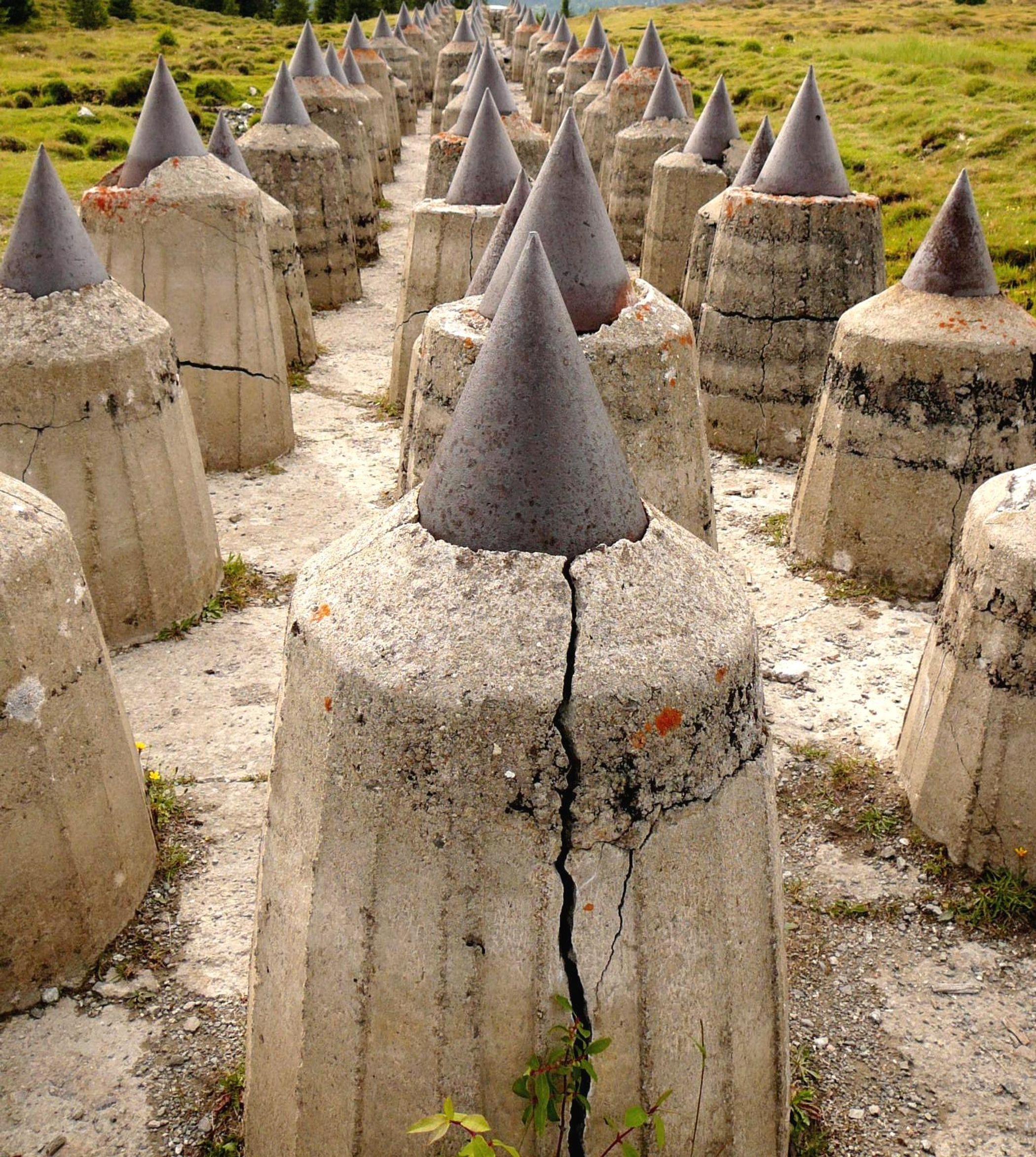
Un esempio atipico di sbarramento anticarro: i "denti di drago" dello sbarramento di Pian dei Morti.

La linea difensiva del Vallo Alpino era concepita attraverso diversi sbarramenti difensivi che impedivano l'accesso attraverso le zone di transito, utilizzando i fianchi delle vallate e il fondo valle quando vi era una valle sufficientemente ampia. Con il termine "sbarramento" si intende un complesso di opere fortificate poste tra le principali vie di transito, presidiate da appositi reparti militari.
Solitamente uno sbarramento difensivo aveva come elementi fondamentali:
- un certo numero di bunker dislocati nella zona, armati con mitragliatrici e cannoni anticarro che possibilmente battessero l'intera area;
- un fossato o muro anticarro, che poteva in alcuni casi essere integrato da un campo minato e recinzione con filo spinato;
- alcune postazioni d'artiglieria armate di mortai, arretrate rispetto allo sbarramento, per l'appoggio e l'interdizione;
- osservatori posti sulle cime più alte, aventi una migliore visuale;
- ampi ricoveri per truppe, in posizione più arretrata;
- per le opere meno raggiungibili, a volte venivano costruite teleferiche;
- collegamenti stradali, per poter schierare l'artiglieria di appoggio in maniera rapida ed efficace;
- una rete di collegamenti via cavo o fotofonici.

Sia che si trattasse di una postazione di pianura o di montagna, un'opera rappresentava una struttura stabilmente organizzata, composta da postazioni cooperanti tra loro e dotate di elevato potere d'arresto; le opere erano inoltre poste sotto un unico comando, in modo tale che queste potessero adempiere a un compito unitario.
Normalmente un'opera costituiva un elemento difensivo autonomo, ma nella difesa era comunque sempre legata ad altri elementi dal vincolo della coesione tattica, che si realizzava con:
- la cooperazione con altre strutture statiche permanenti campali;
- il sostegno del fuoco delle artiglierie e mortai;
- le reazioni dinamiche delle riserve per le quali svolgeva funzioni di perno della manovra. In montagna per interdire vie di facilitazione erano normalmente riunite in complessi di opere (sbarramenti) sotto un unico comando. L'opera poteva essere rinforzata da armi e unità di fanteria (particolarmente l'opera in pianura).

L'opera doveva avere le seguenti caratteristiche:
- dominio del fuoco controcarro sul terreno circostante per interdire una via di facilitazione;
- reattività a giro d'orizzonte;
- unità di comando;
- autonomia tattico-logistica;
- capacità di resistenza a oltranza.

### Evoluzione della struttura degli sbarramenti
Nel periodo che intercorre tra la nascita del Vallo Alpino e gli anni della Seconda Guerra Mondiale, la struttura degli sbarramenti e la tipologia delle opere fortificate ha subito un'evoluzione avvenuta sostanzialmente in tre fasi riconducibili ad altrettante circolari emanate dallo Stato Maggiore del Regio Esercito che stabilivano le direttive per la fortificazione permanente.

#### Struttura secondo la Circolare 200

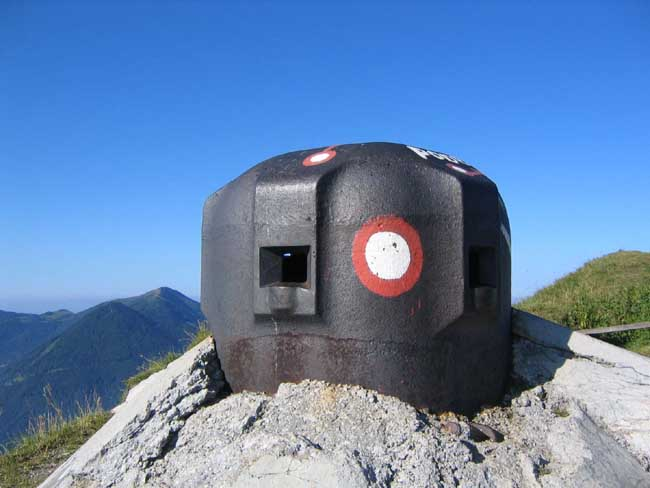
Una torretta per osservatorio attivo di un "centro 200" con il rivestimento di calcestruzzo parzialmente danneggiato. Questo tipo di torretta veniva usato nelle opere "tipo 200" e "tipo 15000".

La Circolare 200, emanata il 6 gennaio 1931, stabiliva che il sistema difensivo fortificato fosse suddiviso in tre zone:
- Una "posizione di resistenza" formata da due fasce contigue parallele al confine:
  - La fascia anteriore aveva il compito di stroncare l'attacco nemico ed era dotata di fortificazioni permanenti (in caverna o in casematte di calcestruzzo) costituite da "centri di resistenza" (detti anche "centri di fuoco") armati con mitragliatrici e da eventuali "batterie" armate con pezzi di artiglieria di piccolo calibro.
  - La fascia posteriore aveva il compito di ricacciare, col fuoco di mitragliatrici allo scoperto e col contrattacco, il nemico che fosse riuscito a superare la fascia anteriore. Le opere permanenti previste in questa fascia comprendevano i "ricoveri per truppe di contrattacco" e i "ricoveri per appostamenti allo scoperto".
- Una "zona di schieramento" a tergo della posizione di resistenza, dove si schieravano, in caso di mobilitazione la massa delle artiglierie della difesa e le truppe di fanteria destinate ad alimentare e sostenere la difesa nella posizione di resistenza. Le opere permanenti previste in questa zona consistevano in postazioni allo scoperto per artiglierie, ricoveri per i serventi e riservette per munizioni, sbancamenti, caverne, e, quando necessario, ricoveri per truppe di fanteria e osservatori.
- Una "zona di sicurezza" antistante alla posizione di resistenza, dove l'azione delle truppe era limitata a mantenere il contatto col nemico nei primi momenti dell'attacco, sorvegliarne i movimenti e, in condizioni favorevoli, rallentarne l'avanzata con azioni di fuoco e con ostacoli passivi.[48]

La classificazione delle fortificazioni "tipo Circolare 200" (o semplicemente "tipo 200") segue, salvo qualche eccezione, le seguenti regole:
- Centri di resistenza: termine "Centro" seguito da un numero arabo progressivo (per esempio "Centro 37").
- Batterie: termine "Batteria" seguito dalla lettera B e da un numero arabo progressivo (per esempio "Batteria B3").
- Ricoveri per truppe di contrattacco: termine "Ricovero" seguito da una lettera maiuscola dell'alfabeto latino o da un numero romano progressivo (per esempio "Ricovero A" o "Ricovero IV").
- Ricoveri per appostamenti allo scoperto: termine "Appostamento" seguito da una lettera maiuscola dell'alfabeto latino (per esempio "Appostamento E").[49]

#### Struttura secondo la Circolare 800
A completamento della Circolare 200, relativa alla fortificazione permanente in montagna, il 5 marzo 1931 venne emanata la Circolare 800, relativa alla fortificazione permanente nelle zone boscose. La struttura degli sbarramenti è analoga a quella prevista dalla Circolare 200, adattata al diverso tipo di terreno.

#### Struttura secondo la Circolare 7000

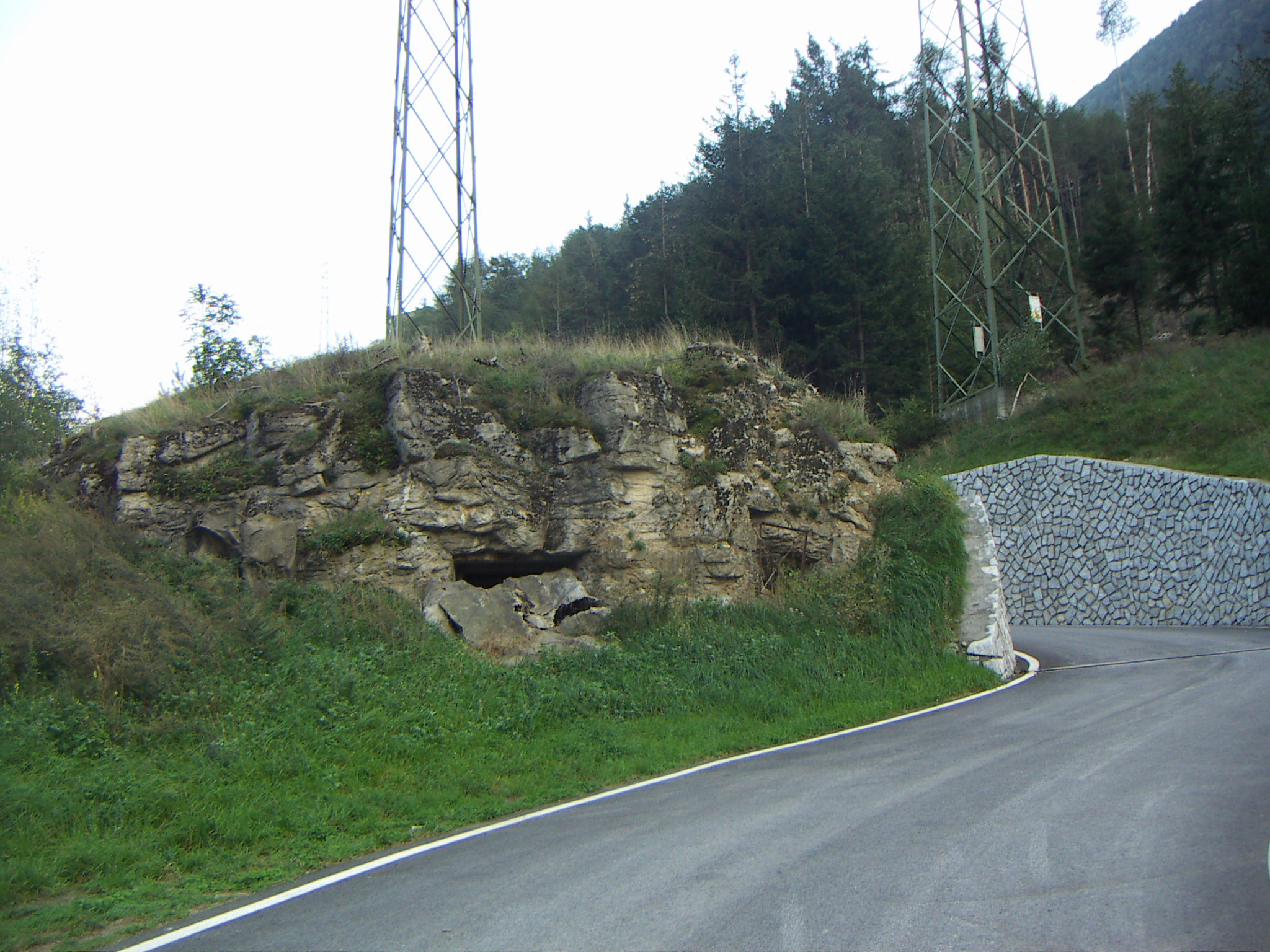
L'Opera 5 dello sbarramento di Fortezza ("postazione 7000" a tre armi).

La Circolare 7000, emanata il 3 ottobre 1938, nacque dall'esigenza di dare profondità alle esistenti sistemazioni difensive tipo 200, rimaste limitate fino ad allora a sottili linee di copertura per restrizioni di carattere economico. Secondo le prescrizioni di questa circolare la profondità doveva essere ottenuta sia trasformando in strisce di ampiezza variabile in funzione delle caratteristiche del terreno le esistenti linee di copertura, sia realizzando ex novo degli "sbarramenti arretrati", facendo uso in entrambi i casi di postazioni semplici ed economiche costituite da monoblocchi di calcestruzzo equipaggiati con una, due o tre armi (mitragliatrici e pezzi anticarro).
Le fortificazioni "tipo 7000" (o "postazioni 7000") erano classificate con il termine "Postazione" seguito da un numero arabo progressivo (per esempio "Postazione 64").

#### Struttura secondo la Circolare 15000

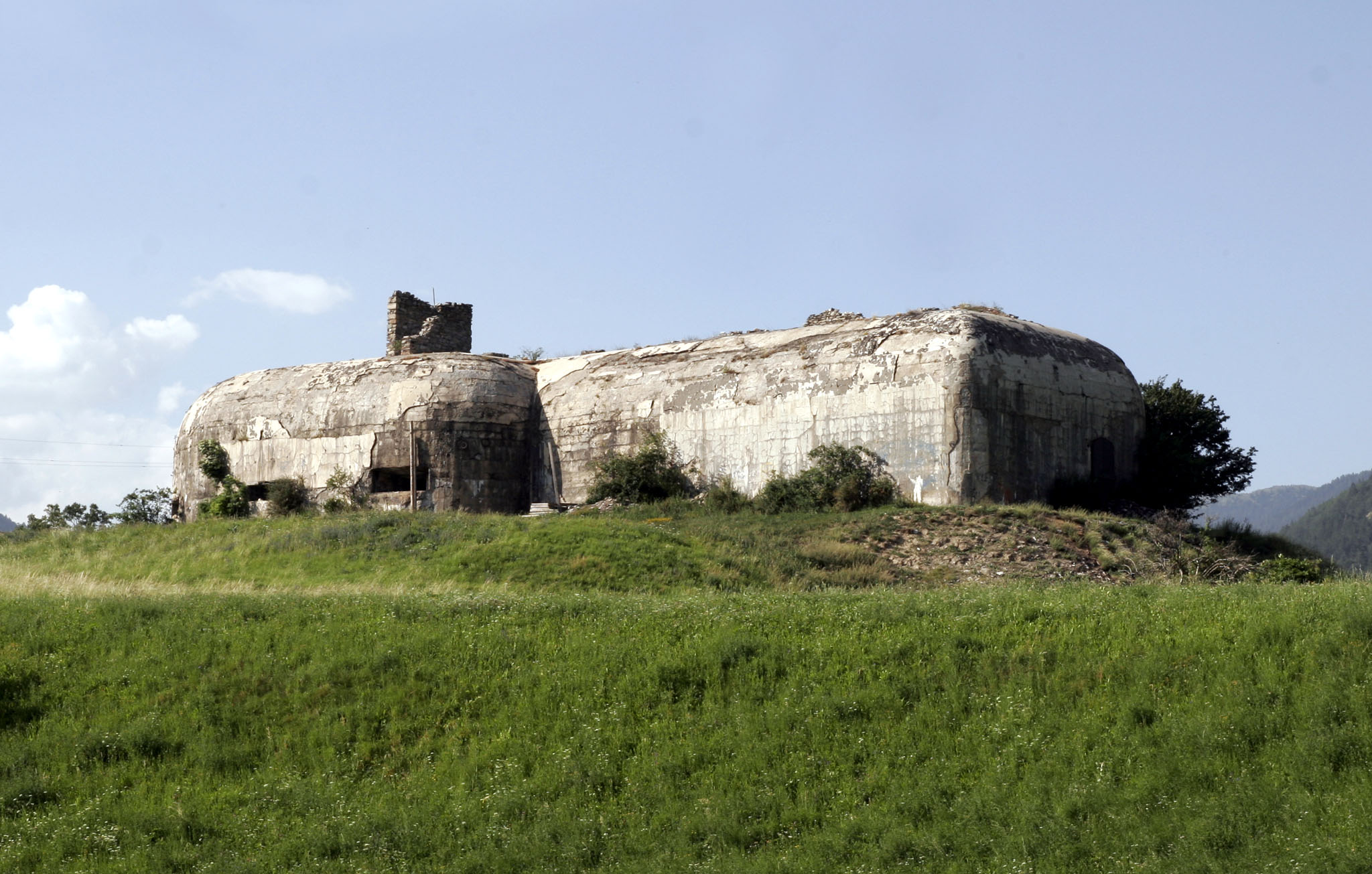
L'Opera 13 dello sbarramento di Malles-Glorenza ("opera grossa tipo 15000" in calcestruzzo).

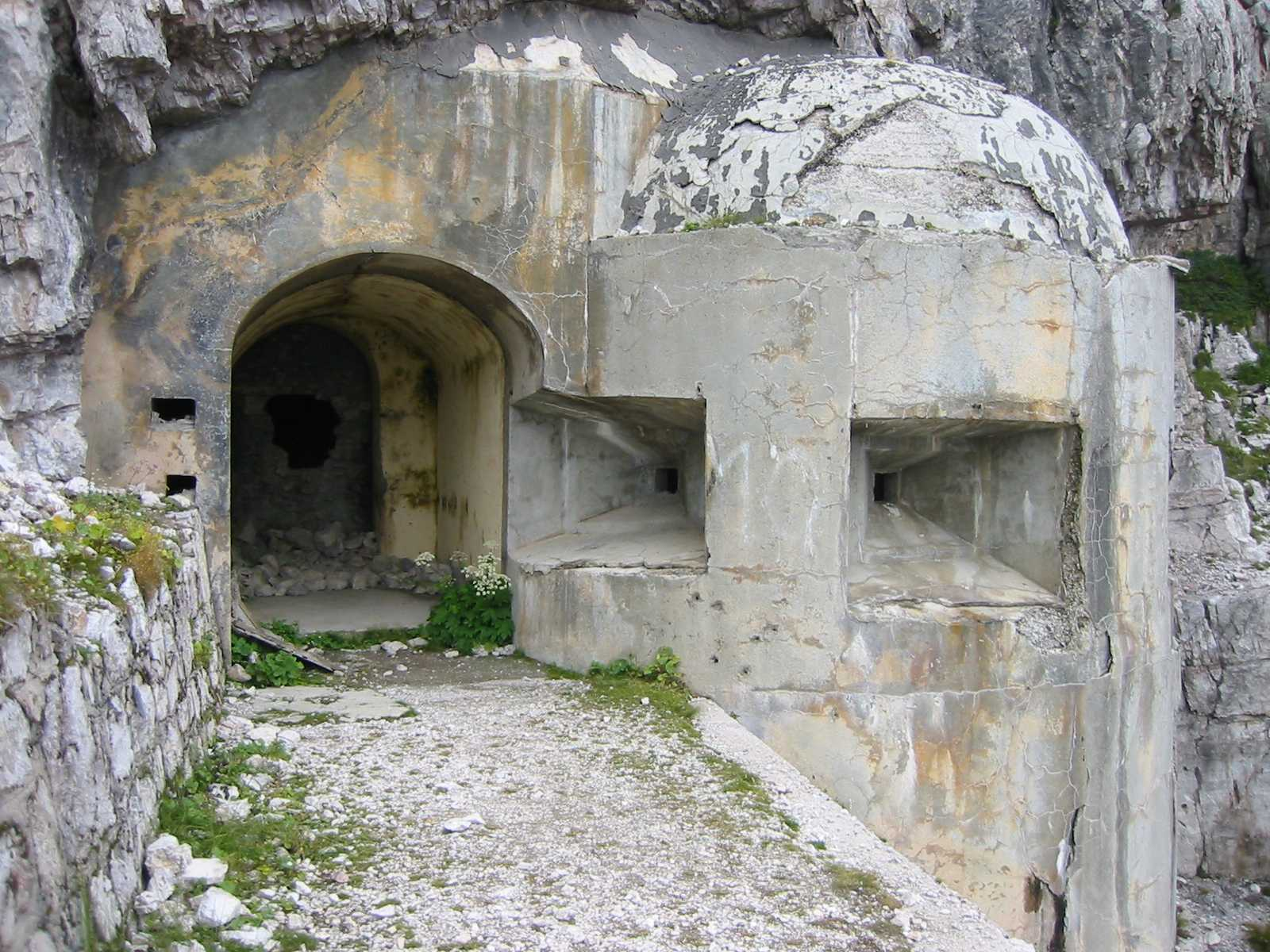
L'Opera 10 dello sbarramento di Passo Monte Croce Comelico ("opera grossa tipo 15000" in caverna).

La Circolare 15000, emanata il 31 dicembre 1939, stravolse completamente il modo di concepire la fortificazione alpina, non più limitata sullo spartiacque, ma estesa su più sistemi fortificati successivi fino al fondo valle e caratterizzata da opere più complesse e meglio armate rispetto a quelle previste dalla Circolare 200.

La struttura dei vari sistemi venne definita in funzione del grado di operabilità del terreno, prevedendo sistemazioni difensive più o meno importanti ("sistemazioni tipo A, tipo B e tipo C") a seconda del tipo di attacco che si prevedeva di dover fronteggiare.
Le tipologie di fortificazioni previste dalla Circolare 15000 erano tre:
- "opera grossa": opera con protezione ai grossi calibri munita di cinque o più postazioni collegate fra loro e con i locali di servizio da cunicoli in caverna, completa di tutti gli allestimenti che consentivano con una certa larghezza la vita e l'azione del presidio anche sotto tiro prolungato e in caso di superamento e accerchiamento, comandata da un ufficiale;
- "opera media": opera con protezione di norma ai medi calibri (ai grossi calibri nelle "sistemazioni tipo A") munita di due fino a quattro postazioni, con allestimenti che variavano in funzione della sistemazione ("tipo A, B o C") di cui facevano parte per consentire per un certo tempo la vita e l'azione del presidio anche in caso di superamento e accerchiamento, comandate di norma da un sottufficiale (da un ufficiale nelle opere capogruppo);
- "opera piccola": opera con protezione ai piccoli o ai medi calibri munita di due o anche di una sola postazione, completa di ricovero e riserva munizioni, ma di norma sprovvista di allestimenti interni, occupata solo in caso di combattimento e comandata da un sottufficiale o da un graduato di truppa (eventualmente da un ufficiale nelle opere capogruppo).[52]

Le fortificazioni "tipo 15000" erano classificate con il termine "Opera" seguito da un numero arabo progressivo (per esempio "Opera 5").
La Circolare 15000 trovò piena attuazione nel "Vallo Alpino Settentrionale" alla frontiera germanica, la cui fortificazione venne decisa nel 1939, mentre alle frontiere francese e jugoslava, già dotate di "centri 200 e postazioni 7000", le "opere 15000" vennero previste nelle linee difensive più arretrate e solo in pochi casi furono portate a compimento.

## La struttura delle opere
Col termine generico di "opera" si intende un manufatto di difesa, realizzato in caverna oppure in superficie e successivamente ricoperto, con il compito di difendere una zona a lui assegnata.
Le opere in caverna venivano scavate nella roccia e le loro strutture interne venivano rivestite in seguito in calcestruzzo. Si riutilizzava poi il materiale estratto dallo scavo per la costruzione dei malloppi esterni (sia quelli per le camere di combattimento che quelli per la difesa degli ingressi, le caponiere).
La soluzione migliore, sia dal punto di vista della resistenza al tiro avversario che della mimetizzazione, era di costruire le opere scavandole nella roccia, ma questo non era sempre possibile e quindi si adottava spesso anche (o solamente) il calcestruzzo per costruire efficaci strutture difensive (con pareti da 3,5 fino a 4,5 metri di spessore). Queste potevano essere realizzate o completamente fuori-terra o semi-interrate, a seconda della topologia della zona, quindi venivano ricoperte con i materiali più adatti per ristabilire, per quanto possibile, l'aspetto originario del luogo, cioè roccia, terra e vegetazione (a volte anche con alberi) o venivano camuffate come costruzioni rurali o montane per migliorarne la mimetizzazione.

### Evoluzione della struttura delle opere
Analogamente agli sbarramenti, l'evoluzione della struttura delle opere nel periodo che intercorre tra la nascita del Vallo Alpino e gli anni della seconda guerra mondiale è avvenuta sostanzialmente in tre fasi, riconducibili alle circolari 200, 7000 e 15000, emanate dallo Stato Maggiore del Regio Esercito per stabilire le direttive per la fortificazione permanente.

A queste fasi ne seguì una quarta negli anni cinquanta quando, contestualmente al riutilizzo in ambito NATO delle opere del Vallo Alpino al confine con l'Austria, si decise di realizzare una nuova serie di opere di fanteria a protezione del nuovo confine con la Jugoslavia, utilizzando criteri costruttivi sostanzialmente diversi dai precedenti.

#### Struttura delle opere del Vallo Alpino

##### Opere tipo 200
Le caratteristiche di queste opere, chiamate anche "centri 200", sono definite dalla "Circolare 200", che prevedeva la realizzazione di:
- Centri di resistenza in caverna o in calcestruzzo armati con mitragliatrici ed eventuali pezzi anticarro, comprendenti camere di combattimento, eventuale osservatorio, ricovero per il presidio, magazzini viveri e munizioni, deposito acqua, gruppo elettrogeno e gruppo di ventilazione e filtraggio dell'aria.
- Batterie in caverna armate con cannoni da 75/27, con struttura analoga a quella dei centri di resistenza.
- Ricoveri per le truppe di contrattacco, con struttura simile a quella dei centri di resistenza, ma privi delle camere di combattimento ed osservazione.
- Eventuali osservatori isolati, provvisti di locali sotterranei per il personale e di mezzi di comunicazioni con le opere vicine.

##### Opere tipo 7000
Le caratteristiche di queste opere, chiamate anche "postazioni 7000", sono definite dalla "Circolare 7000", che prevedeva la realizzazione di semplici monoblocchi di calcestruzzo in grado di ospitate da una a tre armi, che potevano essere mitragliatrici o pezzi anticarro.

##### Opere tipo 15000
Le caratteristiche di queste opere, chiamate comunemente "opere 15000", sono definite dalla "Circolare 15000", che prevedeva la realizzazione di strutture di dimensioni maggiori e meglio armate rispetto ai "centri 200".

Le "opere 15000" potevano essere "grosse", "medie" o "piccole" (vedi i dettagli nella sezione Struttura secondo la Circolare 15000 di questa voce) ed erano tipicamente armate con mitragliatrici e pezzi anticarro, a cui potevano aggiungersi pezzi di artiglieria da 75/27 e mortai da 81 in postazioni espressamente dedicate. Le "opere 15000" erano inoltre caratterizzate dalla presenza di caponiere armate con fucili mitragliatori che permettevano la difesa ravvicinata degli ingressi e delle parti antistanti alle feritoie delle armi.

#### Struttura delle opere di fanteria del secondo dopoguerra
Le opere di fanteria realizzate nel secondo dopoguerra sono tipicamente costituite da piccole postazioni indipendenti, che si differenziano per funzione ed armamento nei seguenti tipi:
- "Postazioni M", costruzioni sotterranee armate con mitragliatrici.
- "Postazioni P", costruzioni sotterranee armate con pezzi anticarro.
- "Posti Comando e Osservazione" (PCO), costruzioni sotterranee più grandi e articolate, che comandavano e coordinavano le precedenti indicando dove dirigere il fuoco sulla base dell'osservazione del terreno circostante.

Le "postazioni M" potevano essere ad esempio costituite da una torretta metallica recuperata dalle opere dismesse e da qualche locale sotterraneo per il personale. Ad una "postazione M" erano solitamente assegnati due o tre soldati: un capo arma ed uno o eventualmente due serventi.
Le "postazioni P" erano tipicamente edificate utilizzando torrette enucleate da carri M4 Sherman o M26 Pershing, sotto le quali veniva realizzata una struttura ipogea che comprendeva tipicamente ingresso, uscita di emergenza, gruppo elettrogeno, depositi per acqua, viveri e munizioni, sala telefono e radio. Ad una "postazione P" erano solitamente assegnati quattro o cinque soldati: un capo pezzo, un puntatore, un servente caricatore, un servente porgitore ed eventualmente un radiotrasmettitore.

In alcuni casi particolari invece della torretta enucleata veniva impiegato un cannone su affusto in una postazione un po' più complessa, ma sempre classificata come tipo P.
In ogni caso si trattava di postazioni a sé stanti, non collegate tra loro da cunicoli sotterranei come avveniva nelle opere tipo 200 e 15000 del Vallo Alpino.

## Caratteristiche delle opere

### Le camere di combattimento

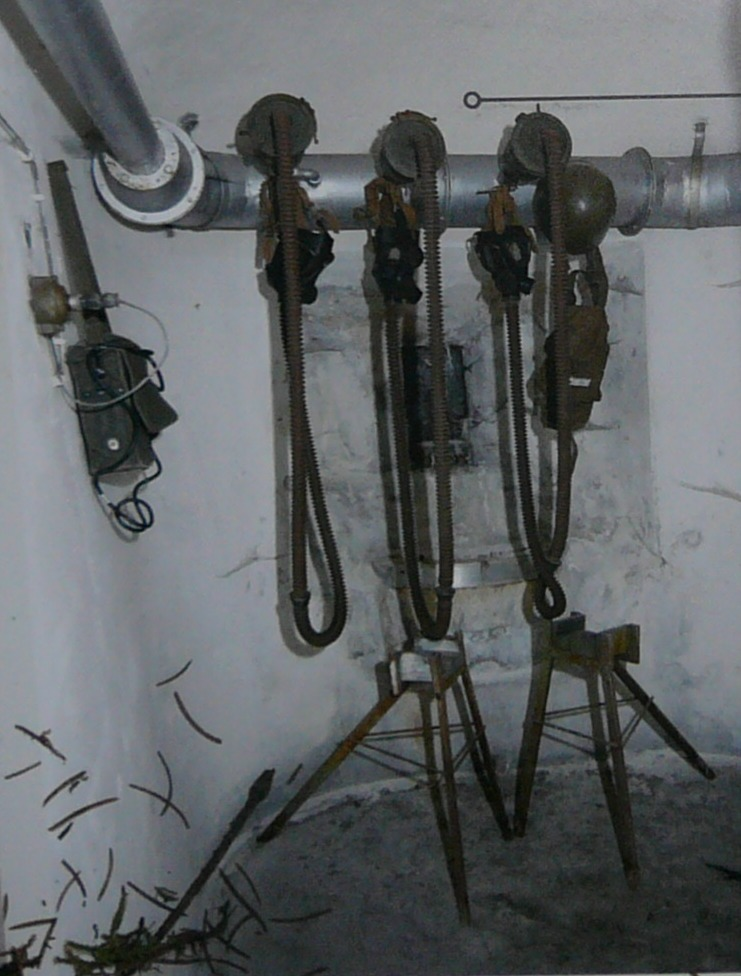
Ricostruzione dell'interno di una camera da combattimento (sbarramento di Fortezza).
Si può notare la tubazione di aerazione a cui sono collegate le maschere antigas per i serventi all'arma. A sinistra invece il collegamento telefonico. In basso invece i treppiedi dove veniva posta l'arma nei periodi di non belligeranza

I punti più importanti, per lo scopo in sé dell'opera, erano le camere di combattimento (anche chiamate "postazioni"), ovvero quelle piccole e anguste stanze, a volte sotterranee, che ospitavano cannoni anticarro o mitragliatrici, celate dietro un'apposita feritoia, appositamente mascherata.
Queste erano i punti più deboli dell'intera struttura, che per loro natura erano più esposte e vulnerabili. Si decise quindi di proteggerle inserendo delle robuste piastre d'acciaio, riducendo così anche la dimensione delle aperture. A queste piastre, annegate nel calcestruzzo, erano spesso attaccati gli affustini per i cannoni o mitragliatrici (appositamente fatti costruire nello stabilimento militare di Terni). Queste piastre, chiamate piastre di blindamento, potevano essere sostanzialmente di due tipi, piana o curva, con uno spessore di circa 15 cm in media.
Nelle camere di combattimento era sempre presente un sistema di aerazione che permetteva l'espulsione all'esterno dei gas prodotti dall'azionamento delle armi e assicurava l'apporto di aria fresca tramite apposite maschere collegate alla tubazione di aerazione a chi si trovava dentro la camera, in modo che non venisse intossicato dai suddetti gas.
Dato che le feritoie erano gli unici punti visibili dall'esterno, la loro mimetizzazione era ben curata. Si decise di coprire le feritoie in tempi di pace inizialmente con dei teli metallici su cui veniva fissata una rete metallica rivestita di cemento; successivamente lo si sostituì con della vetroresina. Indifferentemente dal materiale usato, questa copertura doveva confondersi ottimamente con la morfologia e i colori dell'ambiente in cui era costruita l'opera.
Ogni camera di combattimento era anche collegata con il centralino dell'opera mediante un doppino telefonico che faceva capo ad una presa a muro a cui si attaccava il telefono mediante un apposito spinotto.
Nel dopoguerra, per volere dei comandanti, per non far spuntare la canne delle armi fuori dalla feritoia, fu deciso che le armi nei periodi di non belligeranza dovevano essere ritratte, e posate su appositi treppiedi. Le armi venivano inoltre coperte mediante appositi teli di copertura e piccole lamiere per preservarle dall'umidità.

### Gli ingressi

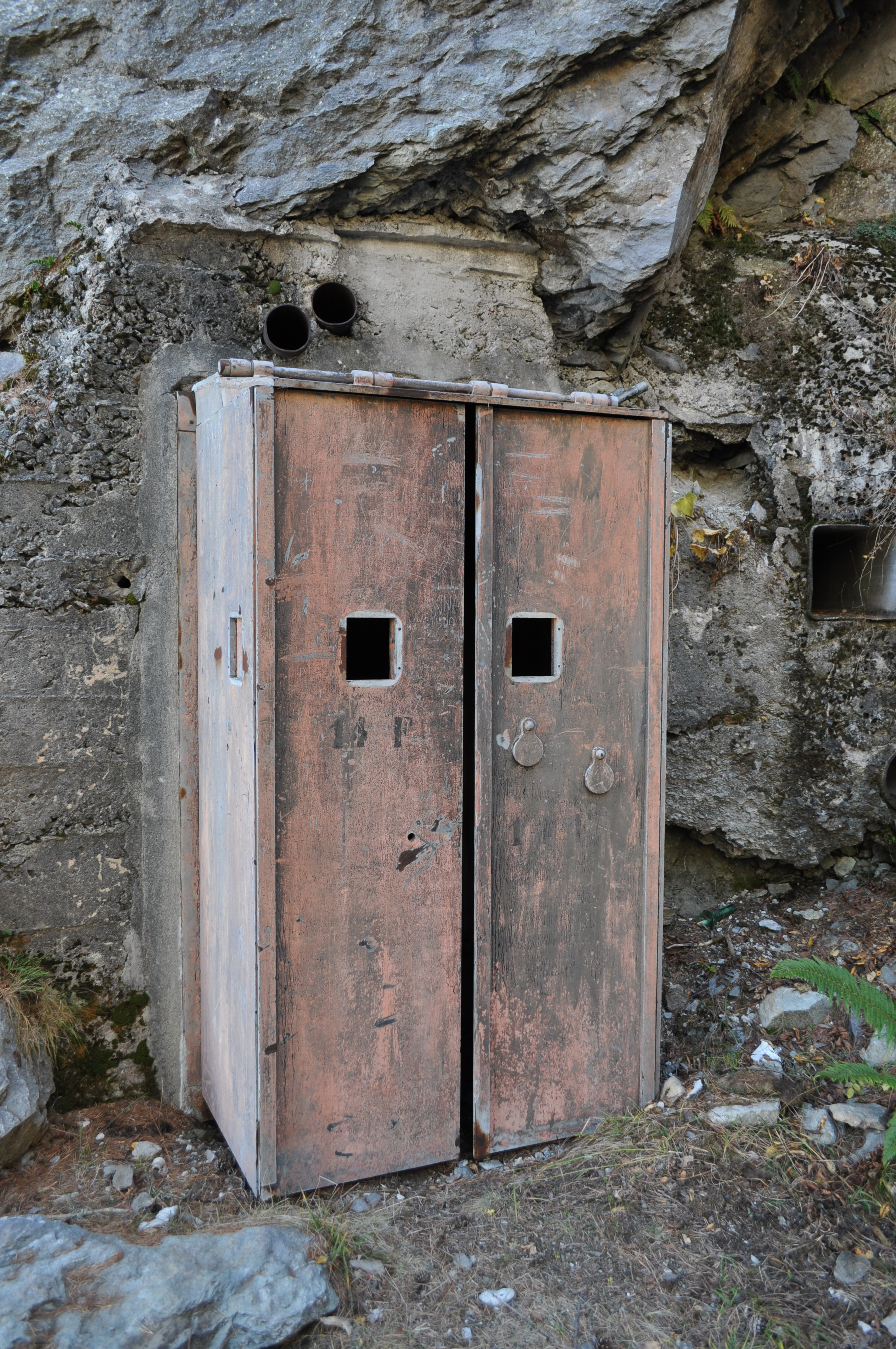
Esempio di ingresso protetto di una batteria del Vallo Alpino occidentale, in questo caso la porta d'ingresso in acciaio della batteria Sapelli, alta val Roia

Oltre alle camere di combattimento, altro punto debole dell'opera era rappresentato dall'ingresso (unico, o a volte anche multiplo). Questo solitamente si trovava in direzione opposta a quella dell'ipotetica linea di invasione e, se possibile, veniva realizzato in un'apposita trincea, a volte anche coperta, per celarne l'esistenza (un raro esempio di ingresso unico a botola si ha nell'Opera 7 dello sbarramento Prato Drava). Anche all'ingresso era data infatti una grande importanza per quanto riguarda il mimetismo.
Dopo ogni porta d'accesso, vi era sempre un corridoio a "S" fatto per evitare la possibilità di tiri d'infilata verso l'interno dell'opera, spesso munito di una postazione per fucile mitragliatore (detta "postazione in cunicolo armato") con tiro in direzione della porta d'ingresso per assicurarne la difesa dall'interno.
Nelle opere "tipo 15000" l'ingresso era inoltre difeso da un'apposita caponiera, anch'essa armata con fucili mitragliatori.
Solitamente le opere di una certa dimensione avevano due o più ingressi: oltre a quello principale, si costruiva anche un'uscita di emergenza, posta in una posizione più o meno opposta all'entrata principale, per avere una via di fuga in caso di penetrazione all'interno dell'opera. Questa poteva essere un'altra porta o, a volte, anche una piccola botola situata nel pavimento o nella parete del corridoio a "S", collegata con uno stretto cunicolo che permetteva di uscire all'esterno spostandosi carponi attraverso un'uscita di soccorso, detta anche "passo d'uomo".

### I locali

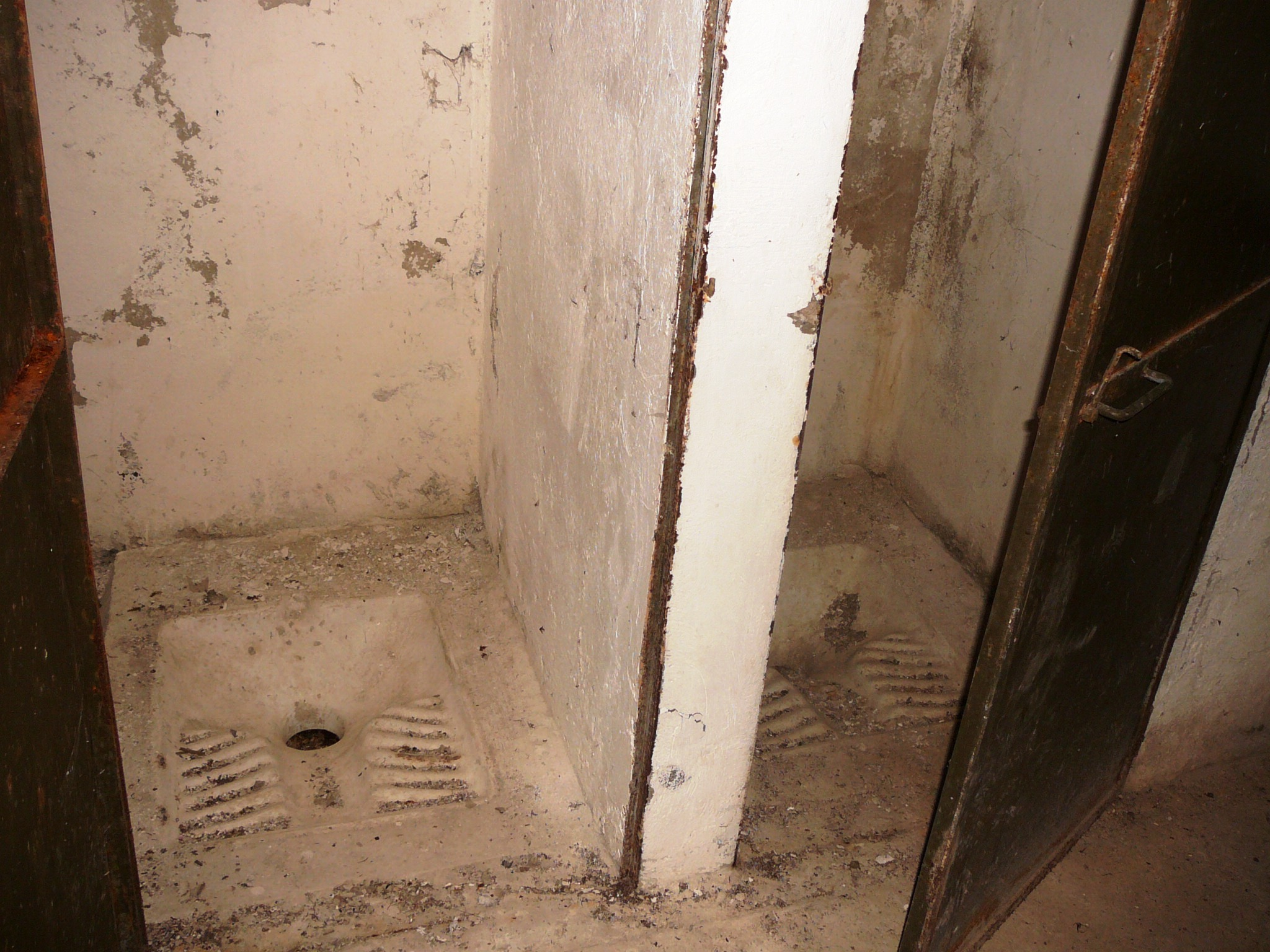
Una latrina alla turca nell'Opera 15 dello sbarramento di Mules.

Le opere all'interno avevano lunghi e stretti corridoi, spesso interrotti da porte stagne e da scalinate che portavano alle camere di combattimento, ma anche agli altri piani, dato che le opere potevano essere costruite anche su due o più piani.
Solitamente al piano superiore si trovavano le camere da combattimento, le riservette delle munizioni, il gruppo elettrogeno, i locali per le comunicazioni, il posto comando e i locali servizi, mentre al piano inferiore si trovavano i dormitori (ricoveri), che utilizzavano particolari strutture di letti a castello in ferro (questi altro non erano che dei corridoi allargati). I letti e le loro reti, nel periodo prima della seconda guerra mondiale, erano in ferro, e quindi con l'umidità delle opere, presto si arrugginivano. Nel dopoguerra invece sono stati sostituiti da letti sempre metallici, ma il militare che dormiva dentro l'opera doveva montarsi il suo letto branda, fatto di stoffa, e quindi anche toglierlo quando questo non era utilizzato.
Presso l'ingresso dell'opera solitamente erano dislocate le latrine, con vasi alla turca, che riducevano così la necessità di uscire dall'opera. Raramente anche le pareti laterali di questi locali erano piastrellate o contenevano anche gli scarichi d'acqua. Erano inoltre previsti locali adibiti a infermeria.
All'interno di ogni opera, grande o piccola che fosse, vi erano sempre delle vasche in eternit per la riserva d'acqua non potabile. Data la non potabilità dell'acqua all'interno di queste vasche, nelle opere vi erano delle apposite taniche che contenevano 5 litri d'acqua potabile ciascuna. Queste taniche in vetro erano isolate termicamente con uno strato di polistirolo e rivestite all'esterno con un prisma in plastica marrone.

### Le porte

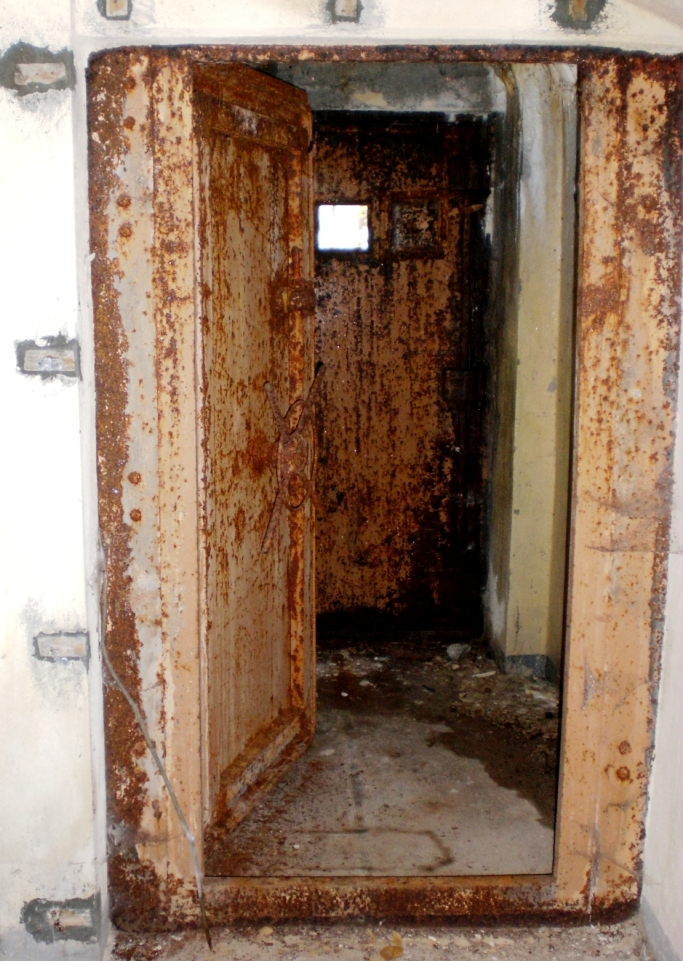
Tipica porta stagna all'interno di un bunker. In secondo piano si vede la porta d'ingresso munita di spioncino.

Per difendersi da eventuali attacchi con i gas le opere dovevano essere settorizzate per mezzo di compartimenti stagni situati in tutti i rami di corridoio che avevano comunicazione con l'esterno, cioè gli ingressi e gli accessi alle postazioni e agli osservatori. I suddetti compartimenti erano costituiti da una coppia di porte stagne metalliche di origine navale dello spessore di circa 25 mm munite di spioncino e di guarnizioni di tenuta, la cui chiusura era assicurata da una serie di chiavistelli azionati da un dispositivo a crociera. Tra la coppia di porte era previsto uno spazio di almeno 2,5 m per consentire la sosta per il transito di una barella. Per la cronica carenza di materie prime nel periodo precedente alla Seconda Guerra Mondiale, che causava spesso la mancata consegna di buona parte delle porte richieste, queste indicazioni vennero spesso disattese limitando l'installazione di una sola porta stagna per ciascun compartimento previsto.

I compartimenti stagni situati in corrispondenza delle postazioni delle armi assolvevano a due ulteriori funzioni:
- impedire che un'eventuale esplosione all'interno della camera di combattimento potesse propagarsi all'interno dell'opera (funzione antisoffio);
- impedire che i fumi prodotti dall'azionamento delle armi, in particolare il monossido di carbonio (CO), potessero penetrare all'interno dei locali di ricovero e causare l'intossicazione del personale.

Gli ingressi, situati di regola sul rovescio dell'opera o in luoghi protetti da ostacoli naturali dal tiro avversario, erano normalmente bloccati da una porta esterna denominata, in origine, porta "Tipo 1", costituita da un serramento metallico con corazzatura spessa 8 mm, chiusura ermetica con guarnizione in cartone d'amianto, munita di spioncino e sufficientemente robusta per sopportare scoppi o schegge.

Quando non era possibile realizzare l'ingresso in una posizione sufficientemente protetta si ricorreva all'impiego di una porta garitta, costituita da una struttura di acciaio con piastre di corazzatura spesse fino a 30 mm che formavano un avancorpo da cui si poteva attuare un'efficace difesa ravvicinata degli ingressi e dei rovesci dell'opera. Le porte garitta erano dotate di tre feritoie di dimensioni ridotte, con piastra di chiusura interna, che permettevano l'installazione di armi automatiche o di mitragliatrici. La porta garitta poteva anche assolvere la funzione di osservatorio.

### Autonomia

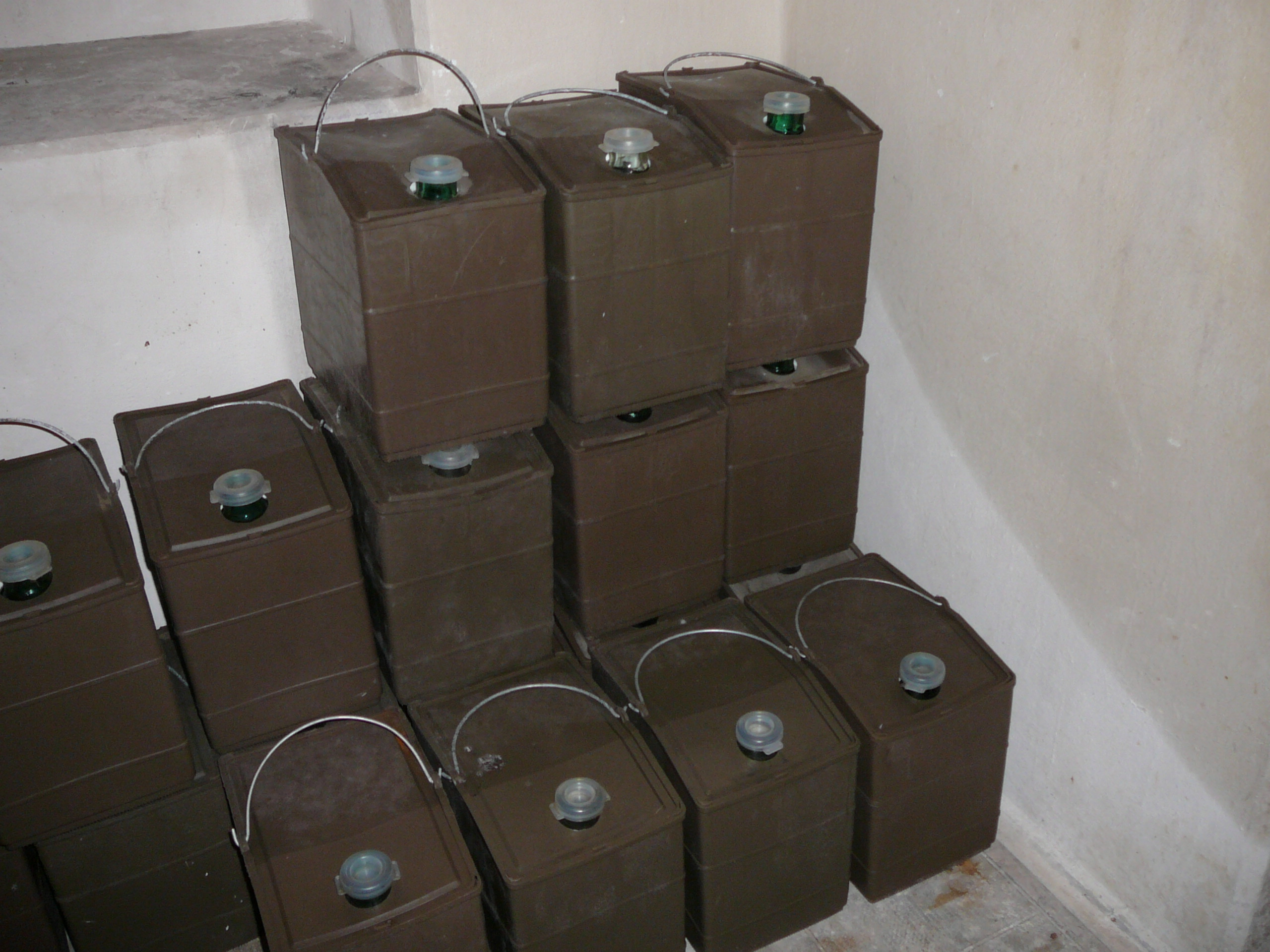
Alcune taniche per l'acqua potabile nell'Opera 3 dello sbarramento di Fortezza

Ogni opera progettata dopo il 31 dicembre 1939, data di emanazione della Circolare 15000, era concepita per essere presidiata in modo permanente, ed era allestita per ospitare la truppa e il suo relativo comando, dandogli la possibilità di resistere senza aiuti esterni. Per questo motivo all'interno dell'opera erano presenti alcune vasche d'acqua non potabile in eternit e taniche d'acqua potabile, magazzini per viveri e munizioni, impianti d'illuminazione, di ventilazione, di filtraggio e di rigenerazione di aria e infine gli impianti di protezione anti-CO.
Prima della II Guerra Mondiale le dotazioni di viveri e munizioni previste per le opere, classificate secondo la nomenclatura introdotta dalla Circolare 15000, erano le seguenti:
- "sistemazioni tipo A": viveri per 10 giorni e munizioni per armi automatiche per 30 giorni;
- "sistemazioni tipo B": viveri per 5 giorni e munizioni per armi automatiche per 15 giorni;
- "sistemazioni tipo C": viveri per 2 giorni e munizioni per armi automatiche per 4 giorni;

le scorte di bombe a mano e di munizioni per i pezzi di artiglieria o anticarro erano previste per un periodo più limitato.
La normale autonomia delle opere riutilizzate dopo la II Guerra Mondiale era invece di 8 giorni.

### Alimentazione elettrica
Inizialmente nelle opere di "tipo 200" l'impianto elettrico era in corrente continua. Nella maggior parte delle opere l'energia elettrica veniva fornita da un gruppo elettrogeno del tipo Guidetti Condor U 1620, prodotto dalla ditta Costruzioni Meccaniche Fratelli Guidetti - Motori Universali Condor di Milano, che erogava una potenza massima di 1,62 kW a una tensione compresa tra 72 e 90 V. Tra il generatore e la rete si andavano a interporre degli accumulatori tampone che provvedevano ad alimentare gli utilizzatori nei momenti di non funzionamento del gruppo. Se si tiene conto della poca potenza disponibile, risulta chiaro come le lampade dovessero avere una potenza piuttosto limitata: solitamente compresa tra 16 e 24 W. Erano comunque sempre previste lampade d'emergenza a petrolio o candele sistemate in apposite nicchie distribuite nei locali e lungo i corridoi.

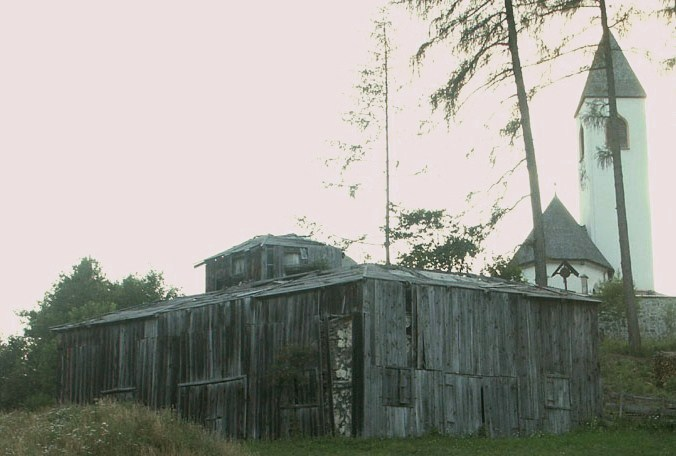
L'Opera 23 dello sbarramento di Versciaco, mimetizzata da fienile.

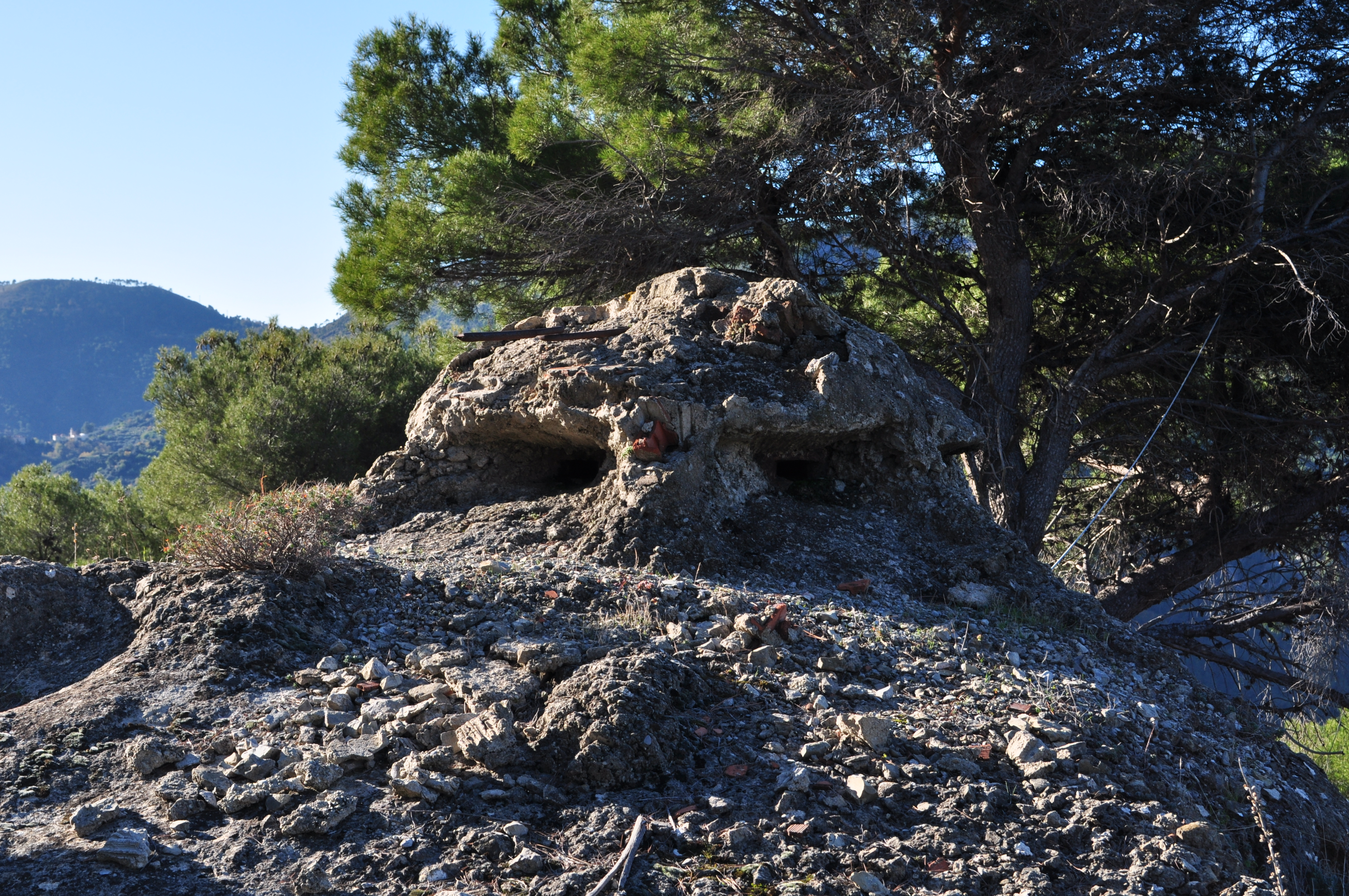
Torretta d'osservazione perfettamente mimetizzata nella roccia, del 5° Caposaldo colle di Bevera - I settore Bassa Roja.

Nei centri di resistenza di minori dimensioni veniva impiegato un gruppo motogeneratore Guidetti Condor PV400, anch'esso prodotto dalla Guidetti, in grado di erogare una potenza massima di 400 W.

Nelle opere di maggiori dimensioni era invece previsto l'impiego di un gruppo elettrogeno da 8 kW, appositamente assemblato dalla ditta "Pellizzari". Nelle batterie in caverna il gruppo elettrogeno da 8 kW coesisteva spesso con quello da 1,62 kW.
Nel 1964/65 le opere ripristinate nel dopoguerra vennero allacciate alla rete elettrica Enel con linee in corrente alternata trifase a 380 V da usarsi in tempo di pace, mentre all'occorrenza si potevano sempre utilizzare i gruppi elettrogeni.

### Mimetismo
Le opere solitamente erano immerse nell'ambiente circostante e dovevano mimetizzarsi perfettamente. Particolare cura veniva data alle feritoie, alle cannoniere e agli ingressi, i punti più esposti.
Per le opere della Fanteria d'Arresto, dato l'ambiente pianeggiante e poco consono a nascondere qualcosa, era più difficile mimetizzarle. Per le opere di montagna invece il mimetismo era più semplice, dato che spesso le opere venivano scavate direttamente nella roccia. Infatti tra le molte opere, si possono osservare come siano stati utilizzati materiali che imitano la roccia circostante (ai tempi si fece largo uso di vetroresina) e come sia stata impiantata vegetazione ad hoc.
In alcuni casi sono state mascherate come dei fienili, legnaie o piccole casette di contadini, quindi ricoperte di assi di legno, in modo che non potessero spiccare all'occhio anche in mezzo a un prato (vedi ad esempio il noto "fienile" dell'Opera 23 dello sbarramento di Versciaco o l'Opera 6 bis dello sbarramento di Perca).
In altri casi l'opera veniva mascherata facendole prendere le sembianze di una casa o di un maso, quindi con le feritoie che sembravano finestre e porte (vedi ad esempio l'Opera 3 dello sbarramento del Passo di Cimabanche, o l'Opera 9 dello sbarramento di Dobbiaco).
Altre mimetizzazioni possibili si potevano ottenere simulando la presenza di depositi materiali dell'ANAS o di cabine elettriche, ma queste necessitavano di rimuovere le coperture all'occorrenza.

### Casermette

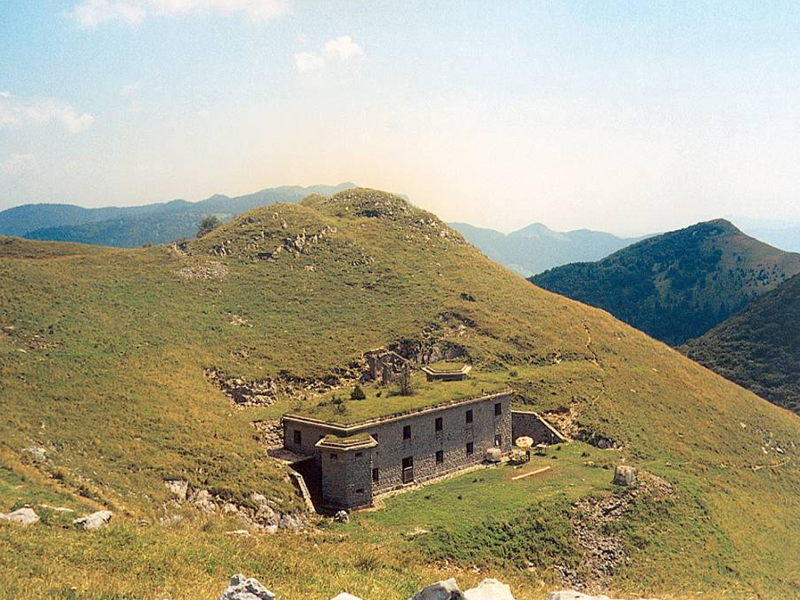
Una casermetta di confine, in alta quota.

Nei pressi degli sbarramenti erano quasi sempre presenti delle casermette; si possono andare a distinguere due tipi di casermette:
- quelle poste in posizioni leggermente più arretrate, adibite ad alloggiare soldati che avevano il compito di mantenere l'efficienza delle opere, sorvegliarle e in caso di necessità anche provvedere a una immediata riattivazione delle opere, secondo piani ben prestabiliti.
- quelle poste in alta quota, solitamente lungo le linee di confine, con la possibilità di sorvegliare da posizioni elevate, e in anticipo, le mosse del nemico.

Le casermette difensive furono costruite nel periodo del '38-'41, con lo scopo principale di alloggiare i militi della G.a.F. disposta per la copertura del confine. In Alto Adige, durante il periodo del terrorismo del BAS, alcune casermette furono riattivate e occupate dai reparti alpini e della guardia di finanza in servizio di vigilanza confinaria.

### Sistema di ventilazione
Nelle opere era in funzione un sistema per il ricambio dell'aria, strettamente dipendente dalla compartimentazione degli ambienti realizzata con le porte stagne. L'impianto di ventilazione era costituito da un sistema composto da saracinesche e tubazioni d'aerazione che permetteva di convogliare l'aria proveniente da prese esterne, eventualmente filtrata, ai diversi locali dell'opera per mezzo di ventilatori elettrici o azionati a manovella.
 Nelle opere del Vallo Alpino reimpiegate dopo la seconda guerra mondiale il sistema di ventilazione ha subito interventi di miglioramento e semplificazione rispetto a quello previsto dal progetto originale.

#### Ventilazione nelle opere prima della seconda guerra mondiale

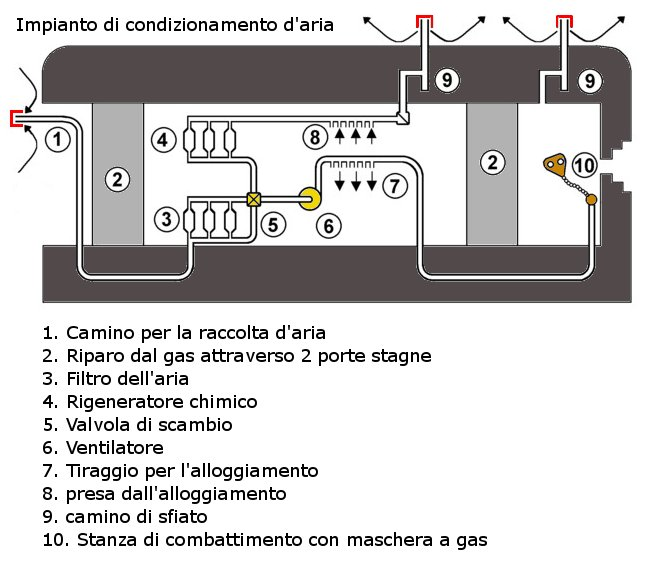
Schema dell'impianto di ventilazione delle opere del Vallo Alpino.

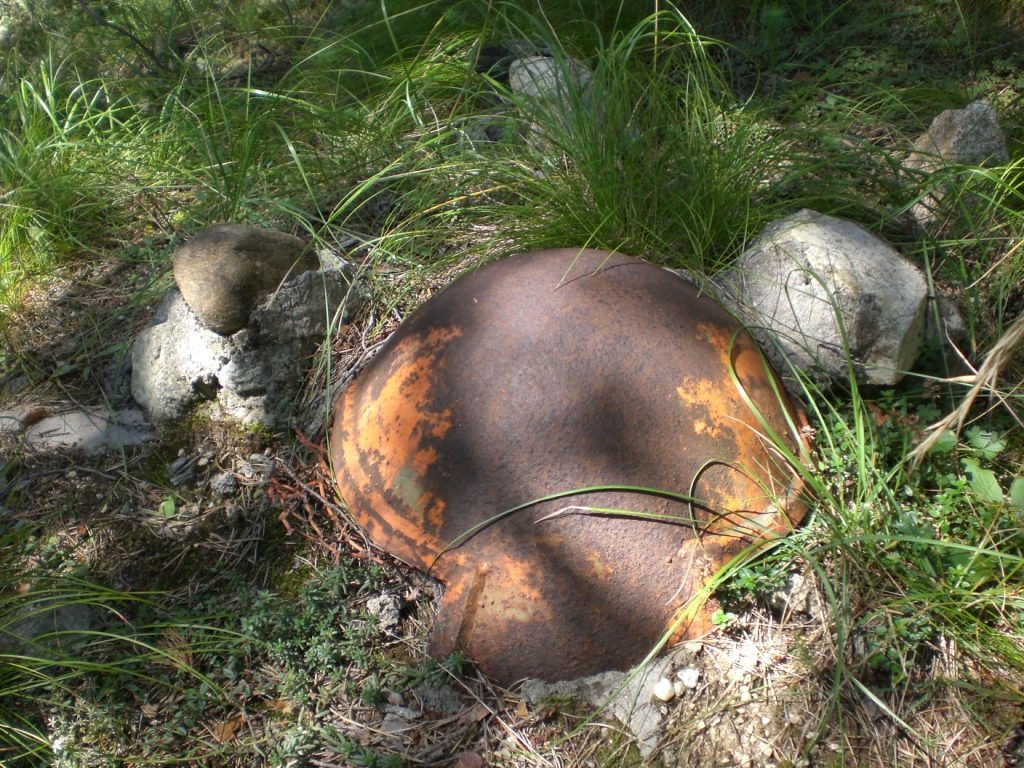
Tipica cupola corazzata per l'aerazione di un bunker.

L'impiego degli aggressivi chimici nella prima guerra mondiale aveva obbligato a adottare un sistema di protezione collettiva dai gas di combattimento all'interno delle opere del Vallo Alpino. Questo sistema prevedeva la chiusura ermetica di locali interni tramite porte stagne e l'installazione di un sistema centralizzato di ventilazione e filtrazione dell'aria prelevata tramite una serie di prese esterne poste possibilmente in luoghi defilati dal tiro, o di camini corazzati dove questo non fosse possibile. Le prese d'aria dovevano essere sempre multiple per evitare la possibilità di ostruzione o di distruzione contemporanea in caso di tiri di artiglieria. Le tubazioni, prive di scabrosità all'interno e con gli angoli raccordati con curve per diminuire la resistenza al passaggio dell'aria, erano di norma realizzate in ferro zincato e trattate con vernice antiacido all'interno per evitare la corrosione. Le apparecchiature di ventilazione erano ubicate nella parte più interna dell'opera in un locale dedicato lungo il corridoio d'ingresso o in una nicchia che si apriva nella parete del ricovero truppa. Il gruppo di ventilazione poteva essere ad azionamento elettrico, ma doveva sempre essere prevista una serie di ingranaggi moltiplicatori collegati a una coppia di manovelle per consentirne l'azionamento manuale in qualsiasi evenienza.

Secondo le Norme per la costruzione degli elementi delle sistemazioni difensive emesse dall'Ispettorato dell'Arma del Genio del Ministero della Guerra, «L'impianto dovrebbe consentire la ventilazione con aspirazione libera dall'esterno, la ventilazione con filtrazione dell'aria esterna e la ventilazione a circuito chiuso con rigenerazione dell'aria interna.». Questo doveva essere realizzato, secondo lo schema dell'impianto di ventilazione illustrato in figura, con una valvola di scambio a quattro vie che metteva in comunicazione l'ingresso del ventilatore alternativamente con:
- la condotta dell'aria proveniente dall'esterno, in condizioni normali;
- il gruppo di filtrazione dell'aria, in caso di attacco con i gas;
- il rigeneratore dell'aria, in caso di otturazione delle prese esterne o di esaurimento dei filtri o di presenza di gas tossici sconosciuti.[75]

Venivano impiegati filtri antigas tipo S.C.M.35, muniti di bocchettoni a innesto rapido per permetterne la rapida sostituzione e disposti in parallelo per aumentare il volume dell'aria trattata. Il loro numero (due, tre o quattro) variava in funzione della cubatura degli ambienti interessati.
Il rigeneratore dell'aria aveva il compito di rimettere in circolo l'aria viziata proveniente dal ricovero, ricca di anidride carbonica (CO2) prodotta dalla respirazione del personale di presidio dell'opera, dopo averla fatta passare attraverso apposite capsule rigeneratrici contenenti sostanze, come il "proxilene", in grado di assorbite il CO2 e produrre contemporaneamente ossigeno, o attraverso capsule contenenti "idrato sodico", che permettevano il solo assorbimento del CO2 e richiedevano l'immissione di ossigeno proveniente da bombole.

L'installazione del rigeneratore d'aria era ritenuta necessaria per le opere che potevano essere soggette a tiri prolungati di artiglieria, in modo da prolungare la possibilità di vita del presidio di altre 9-12 ore in caso di esaurimento dei filtri antigas. La scarsa diffusione dei rigeneratori d'aria è confermata dalla letteratura sulle opere del Vallo Alpino Occidentale pubblicata a partire dall'ultimo decennio del XX secolo e dalle ricostruzioni degli impianti effettuate con i residuati bellici rinvenuti all'interno delle opere stesse (per esempio nell'area museale del Forte Bramafam a Bardonecchia), da cui emergono solo reperti relativi a impianti di ventilazione privi di rigeneratore dell'aria. All'interno di alcune opere "tipo 15000" del confine nord-orientale realizzate nel 1940 sono invece stati rinvenuti i resti di gruppi di ventilazione, realizzati dalla "Aeromeccanica Marelli S.A." di Milano, provvisti di rigeneratore.
A valle del ventilatore erano disposte delle saracinesche che permettevano di inviare l'aria al ricovero e alle postazioni delle armi mediante condotte dedicate. Il quadro di controllo dell'impianto prevedeva inoltre un flussimetro per misurare la portata globale dell'aria immessa e una serie di manometri per verificare le pressioni nei vari circuiti di distribuzione.

##### Ventilazione del ricovero
La ventilazione del locale di ricovero veniva realizzata per mezzo di una serie di bocchette di efflusso munite di deflettori e distribuite con cadenza regolare (circa ogni 6 m) lungo la parete dove si attestavano i letti a castello. Tali bocchette permettevano di regolare la quantità di aria immessa in modo da evitare zone di ristagno o fastidiose correnti. Lungo la parete opposta era situata un'ulteriore tubazione con prese per l'espulsione dell'aria viziata, che veniva convogliata all'esterno attraverso un apposito camino preceduto da una valvola automatica di ritegno che impediva che si stabilisse una circolazione d'aria in senso inverso. La condotta di espulsione, oltre che con l'esterno, avrebbe dovuto essere collegata con il rigeneratore, in modo da permettere il ricircolo dell'aria in caso di necessità.

##### Ventilazione delle camere di combattimento
Le camere di combattimento erano isolate dal resto dell'opera tramite un compartimento stagno, una delle cui funzioni era di evitare che il monossido di carbonio (CO) prodotto dal tiro delle armi potesse penetrare nei locali interni producendo intossicazioni del personale di presidio dell'opera.
La protezione dal monossido di carbonio del personale che operava all'interno delle camere di tiro era invece assicurato per mezzo di apposite maschere antigas collegate con un tubo corrugato flessibile a un collettore che faceva capo alla condotta dell'aria proveniente dall'impianto di ventilazione.

Un'ulteriore bocchetta, collegata con lo stesso circuito di immissione dell'aria pulita, provvedeva inoltre a mantenere in sovrappressione la camera di tiro, in modo che i gas prodotti dalle armi in azione venissero espulsi all'esterno attraverso gli appositi condotti che sboccavano sulla parte superiore della casamatta (o sulla parete frontale quando quest'ultima era completamente incavernata). La sovrappressione nella camera di tiro agiva anche da protezione contro gli attacchi chimici, impedendo l'ingresso dei gas di combattimento attraverso le feritoie o le prese d'aria che servivano per la ventilazione naturale della casamatta quando le armi non erano in funzione.

#### Ventilazione nelle opere reimpiegate dopo la seconda guerra mondiale

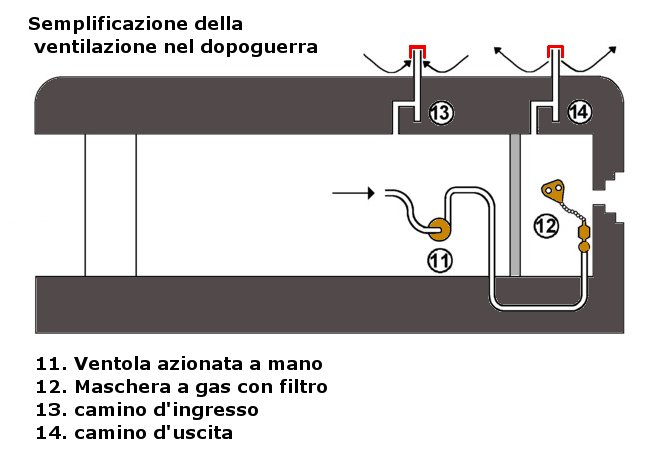
Evoluzione nel dopoguerra.

Nelle opere del Vallo Alpino reimpiegate dopo la seconda guerra mondiale l'impianto di ventilazione centralizzato è stato sostituito con una serie di apparecchiature di diversa tipologia distribuite all'interno dell'opera in prossimità delle installazioni da servire.
In particolare sono stati installati:
- dei gruppi aspiratori elettrici per il ricambio dell'aria all'interno dei ricoveri,[86] sussidiati eventualmente da impianti di deumidificazione dell'aria;[87]
- dei ventilatori elettrici per assicurare l'afflusso dell'aria nei corridoi che danno accesso alle camere di combattimento;
- dei ventilatori centrifughi anti-CO azionati a mano all'esterno di ciascuna camera di combattimento.[88]

L'adozione di mezzi individuali per la protezione dagli attacchi NBC (nucleari, batteriologici o chimici) ha inoltre consentito la semplificazione della settorizzazione delle opere con l'eliminazione dei compartimenti stagni.

##### Ventilazione delle camere di combattimento

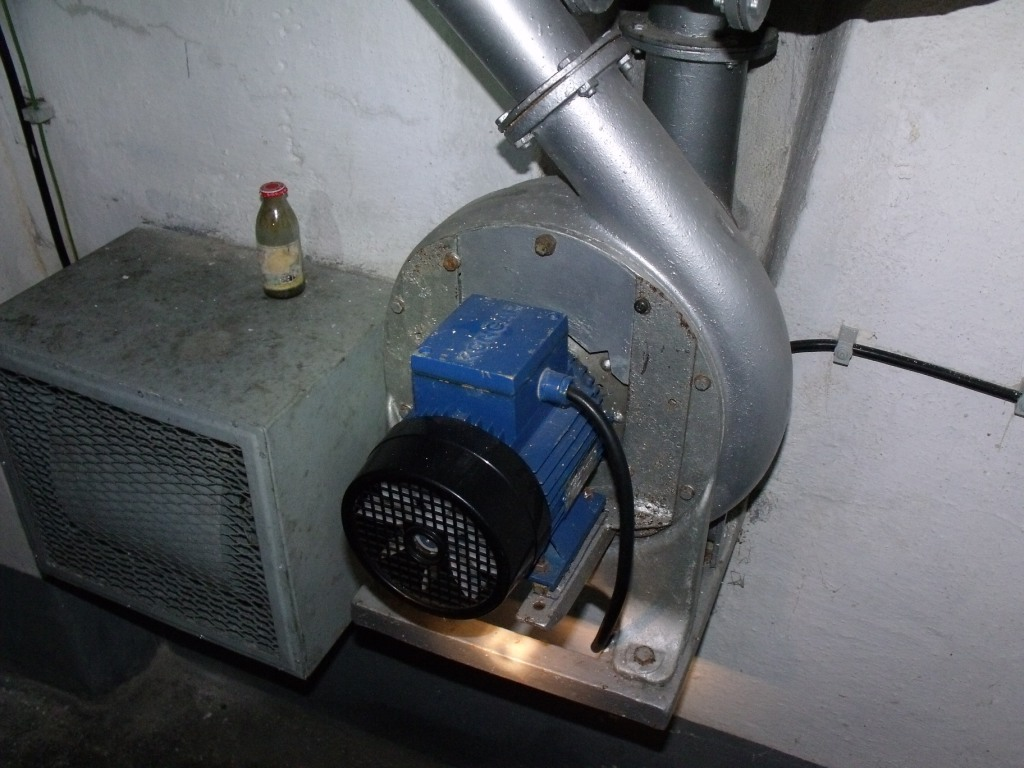
Ventilatore centrifugo a motore.

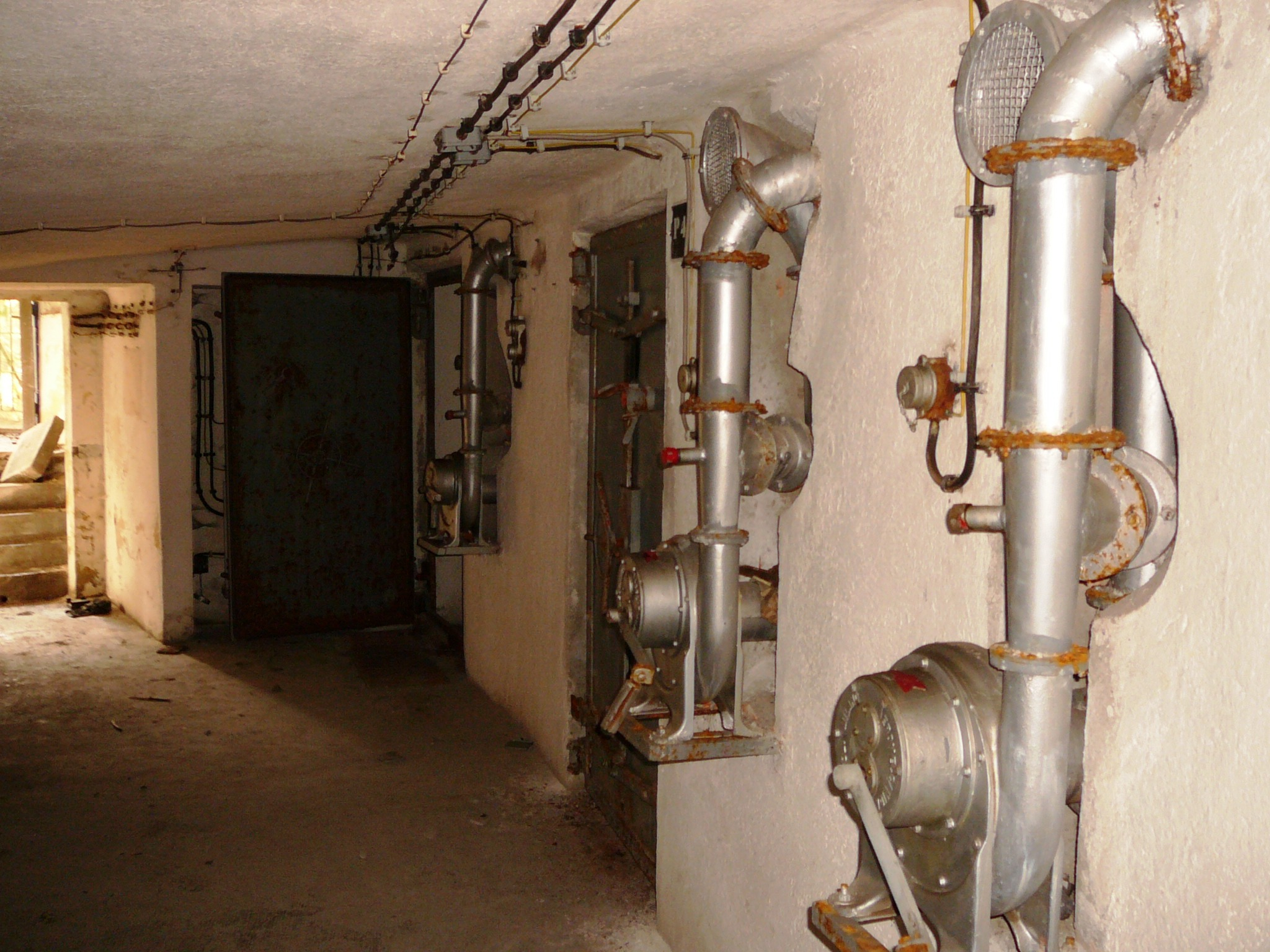
Le tre ventole di aerazione manuale per le camere di combattimento dell'Opera 5 dello Sbarramento di Tenne-Novale.

Rispetto alla situazione ante seconda guerra mondiale le modalità di ventilazione delle camere di combattimento sono rimaste funzionalmente le stesse, ma gli impianti hanno subito le seguenti varianti:
- Eliminazione del compartimento stagno all'ingresso della camera di combattimento e impiego di una singola porta stagna con funzione di protezione antisoffio e anti-CO verso l'interno dell'opera.
- Adozione di un ventilatore centrifugo manuale posto all'esterno di ciascuna postazione in sostituzione del ventilatore centralizzato. L'aria aspirata localmente veniva immessa nella casamatta da un addetto che faceva ruotare una manovella alla velocità di circa 40 giri al minuto primo. In alcuni rari casi il ventilatore centrifugo aveva invece incorporato un motore elettrico che permetteva di avere una velocità di rotazione costante, senza dover impiegare apposta un soldato.
- Interposizione di filtri anti NBC tra il collettore posto sulla condotta dell'aria all'interno della casamatta e i tubi corrugati collegati alle maschere dei serventi all'arma. L'impiego di detti filtri si è reso necessario per sopperire all'eliminazione del gruppo centralizzato di ventilazione e filtrazione dell'aria.

Le maschere antigas erano del tipo M34 o M41 se ottiche, sostituite in seguito dal modello M59.

## Armamento delle opere

### Armamento prima della guerra

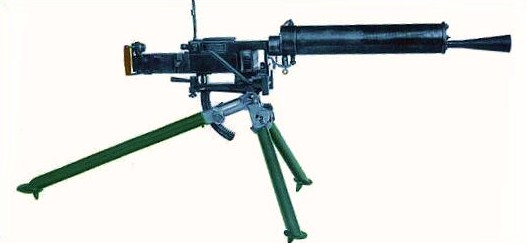
La mitragliatrice FIAT Mod. 1914, usata nelle opere del Vallo Alpino fino al 1935 e progenitrice del Mod. 14/35

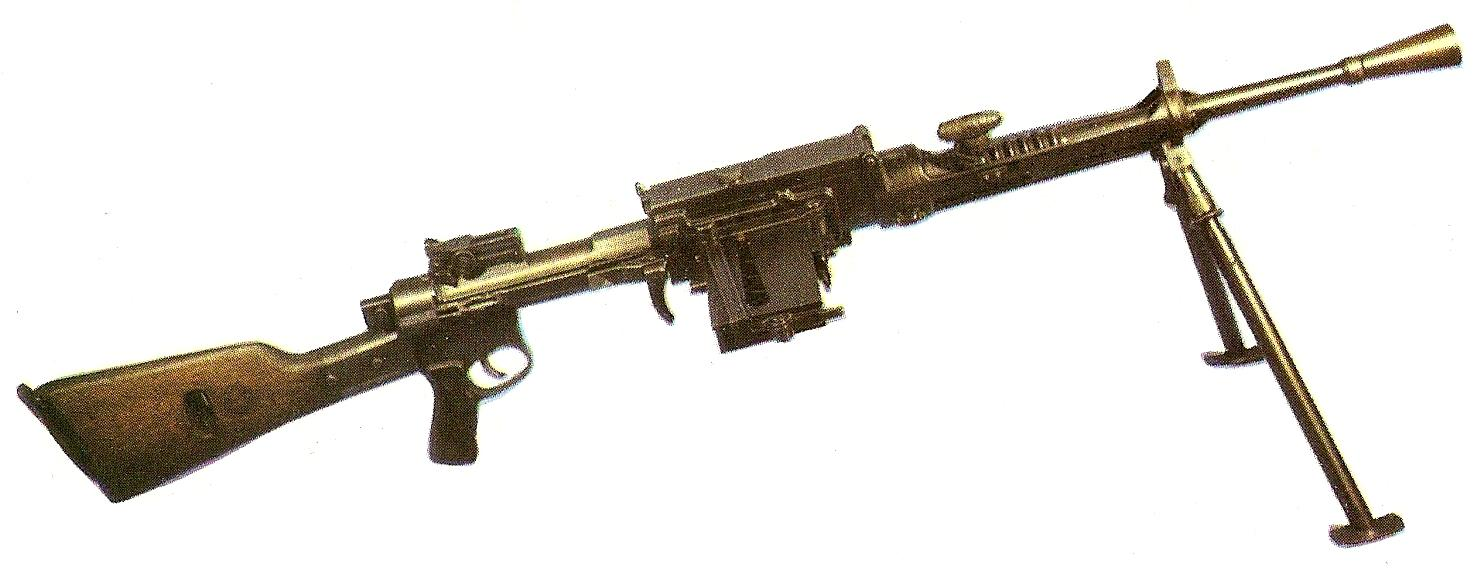
La Breda Mod. 30

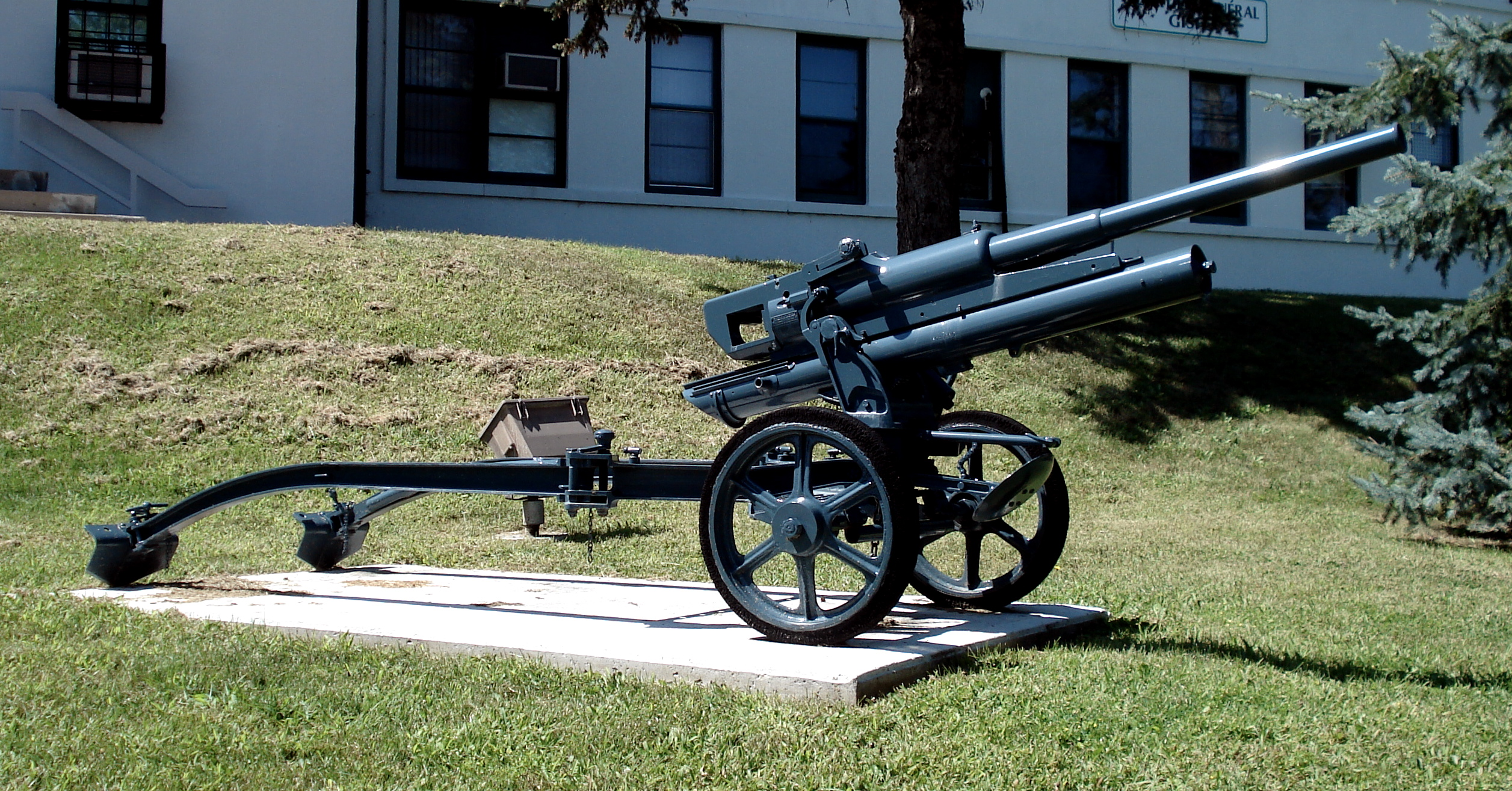
Il cannone 47/32 Mod. 35 usato nei bunker

Ogni opera era dotata di almeno una mitragliatrice ed eventualmente di un cannone anticarro. La presenza del pezzo anticarro divenne di norma dopo l'emanazione della Circolare 15000 nelle "opere grosse" e nelle "opere medie" previste dalla circolare stessa.
Solitamente l'armamento prevedeva:
- Mitragliatrice Fiat Mod. 14/35 per le casematte in calcestruzzo o per le cupole metalliche.
  - Dal 1937 si cercò di sostituirla con il Breda Mod. 37, più robusta e precisa; l'ideale per il tiro d'accompagnamento e d'arresto. Fu utilizzata anche nel dopoguerra.
- Mitragliatrice Breda Mod. 30, utilizzata nelle caponiere per la difesa degli ingressi delle opere, un'arma efficace nel combattimento ravvicinato fino a 500 m (fu successivamente sostituita dal fucile Beretta BM 59).

L'artiglieria invece era costituita in generale di due modelli di armi anticarro:
- Cannone 57/43 Mod. 1887, posti su appositi affusti a forma di candeliere (erano in realtà cannoni dismessi dalla Regia Marina, prodotti dalla "Nordenfeld"). Fu successivamente sostituito dal 47/32 Mod. 1935.
- Cannone 47/32 Mod. 1935, posto su un sostegno a forma di coda di rondine, e ben saldato alle piastre che erano già utilizzate per il 57/43 (quando nelle casematte, non vi era la corazzatura, il cannone veniva installato su un affusto campale). Il modello era prodotto dalla Breda, su concessione della austriaca Böhler.

Oltre ai cannoni anticarro, furono utilizzati anche cannoni per il tiro di appoggio e sbarramento:
- Cannone 75/27 Mod. 1906, posto su un giunto di forma sferica, collegato a una piastra corazzata di 10 cm (con questo giunto, si riduceva la grandezza della feritoia e inoltre si ottenevano ampi settori di tiro). Questo cannone era costruito dall'Ansaldo, su licenza Krupp.
- Obice Škoda 10 cm Vz. 1916, di provenienza austriaca, come preda bellica. Fu utilizzato in casamatta sul proprio affusto campale unicamente presso il caposaldo Col dei Bovi
- Cannone d'accompagnamento 65/17 Mod. 1908. Questo pezzo venne preso in considerazione sia all'interno delle opere che in postazioni all'aperto con funzione anticarro (unico esempio noto, Opera 3 sbarramento Malles-Glorenza).

Oltre alle armi qui sopra citate, molti sbarramenti erano anche forniti di:
- Mortaio da 81 Mod. 35, come difesa degli ingressi e per battere gli angoli morti, grazie al tiro curvo. Inizialmente era impiegato all'esterno delle opere, ma comunque nei pressi degli ingressi. A volte erano previste delle apposite piazzole esterne. Successivamente venne ideate la sua installazione all'interno delle fortificazioni. Poteva essere armato con:
  - bomba normale, di 3,265 kg, con 0,5 kg di alto esplosivo;
  - bomba di grande capacità, di 6,6 kg, con 2 kg di alto esplosivo;
- Brixia Mod. 35 da 45 mm;
- Lanciafiamme di tipo a scomparsa, appositamente studiato per l'utilizzo nelle fortificazioni, con una portata di 50 m;
- Le armi individuali dei soldati, come le bombe a mano che potevano essere rilasciate dalle caditoie presenti in alcune opere.

L'opera oltre al suo mimetismo, era circondata solitamente da un campo minato e da filo spinato per la difesa dai guastatori oltre che da appositi cartelloni indicanti la presenza dell'opera (questi erano in realtà per tenere lontani i curiosi e non i nemici).
Oltre al fossato o muro con funzione anticarro, che solitamente veniva realizzato nel fondovalle per sbarrare la via ai carri dell'invasore, vi erano dei piani tattici per il posizionamento di blocchi stradali e ferroviari e dei piani di fuoco con zone da battere, da adottare in caso di attacco. Spesso le sedi stradali e ferroviarie erano sbarrate all'occorrenza con cavi o con cavalli di frisia.
Si ricorda che oltre alla normale posizione delle armi durante i combattimenti, qualora necessario, le bocche da fuoco potevano venire tolte e appoggiate su appositi cavalletti, e anche coperte con particolari lamierini protettivi, contro acqua e umidità.

### Armamento dopo la guerra

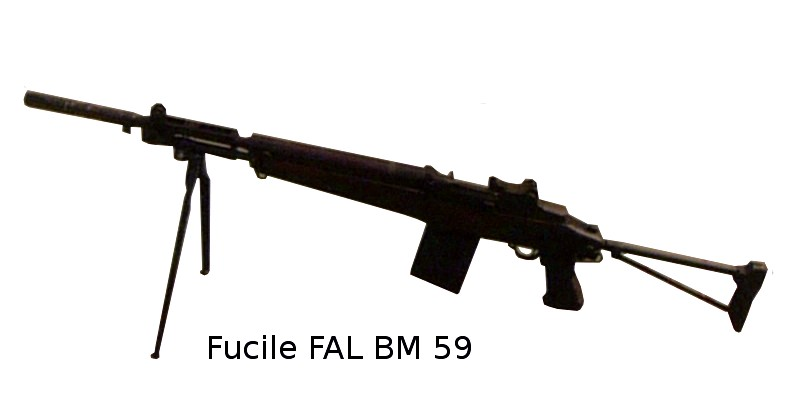
Il FAL Beretta BM 59 mod. Alpino

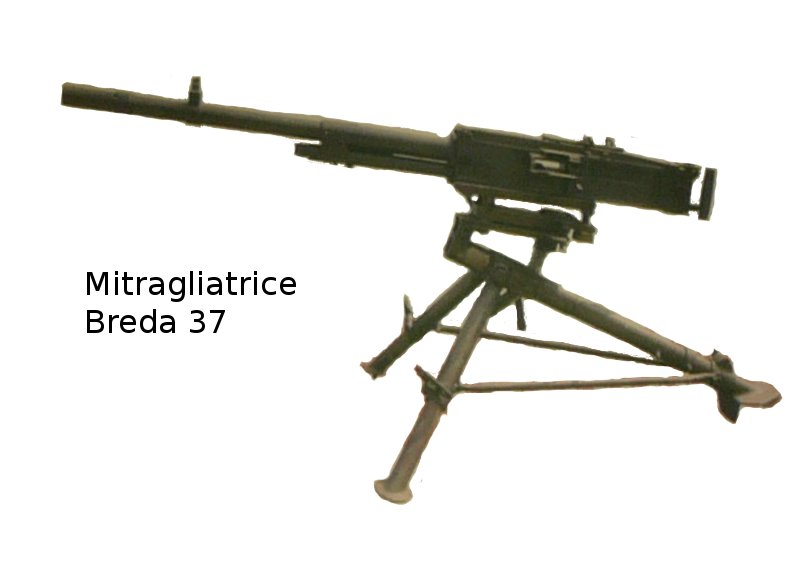
La Breda Mod. 37

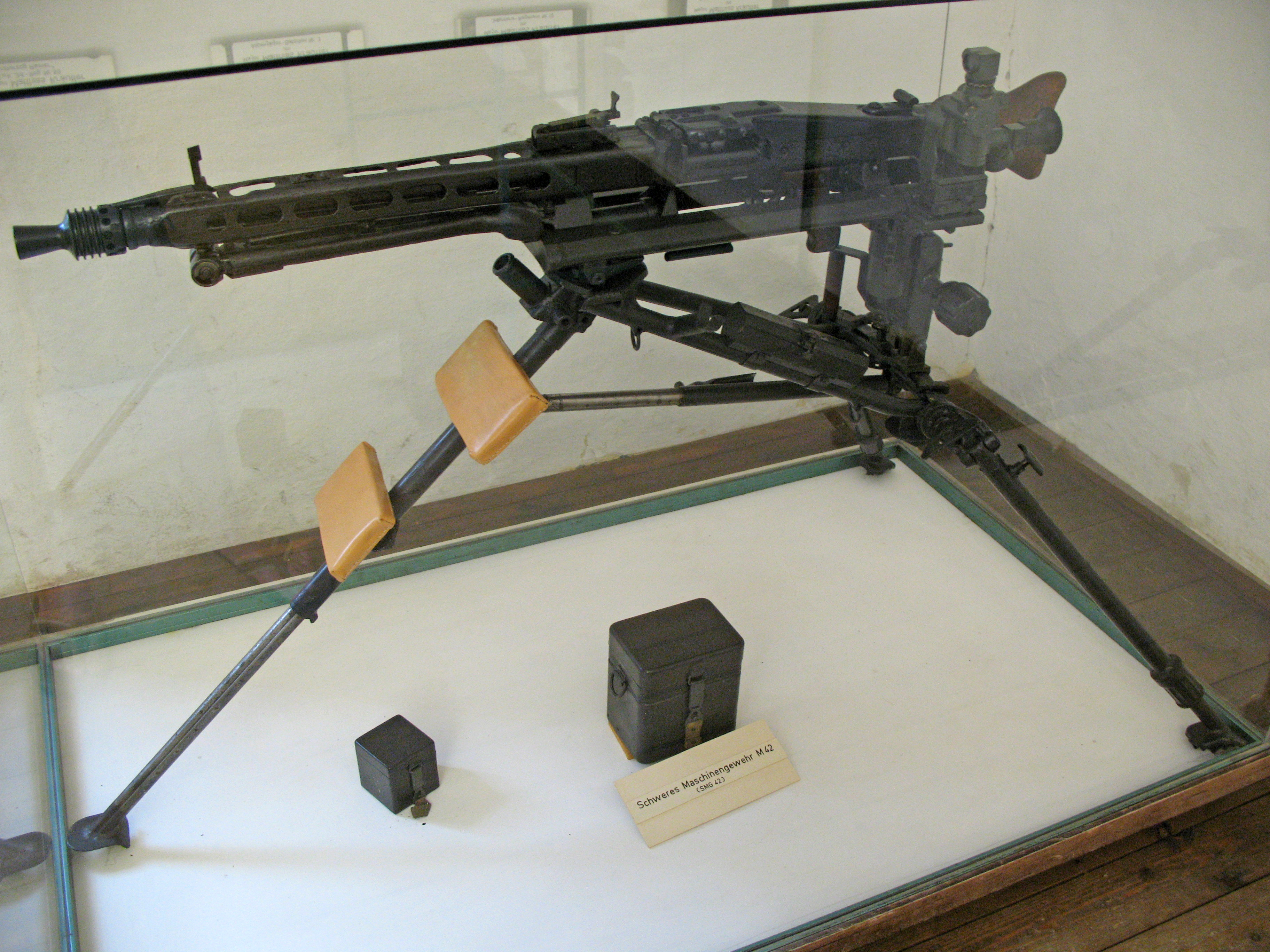
La mitragliatrice MG42/59.

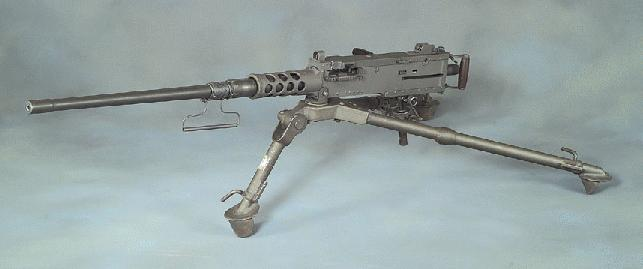
La Browning M2.

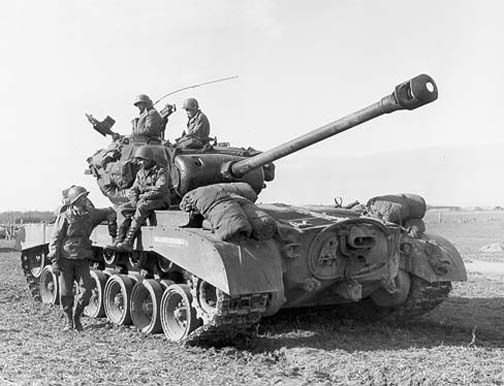
L'M26 Pershing.

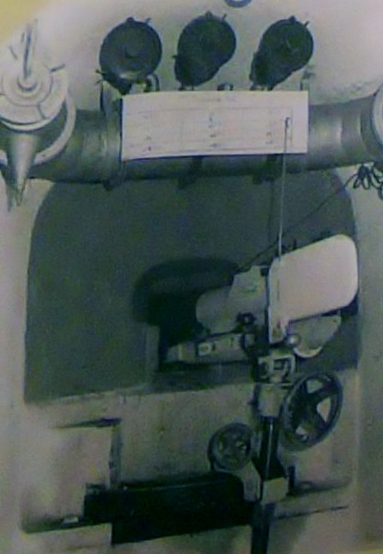
Una postazione con il cannone da 90/32L.

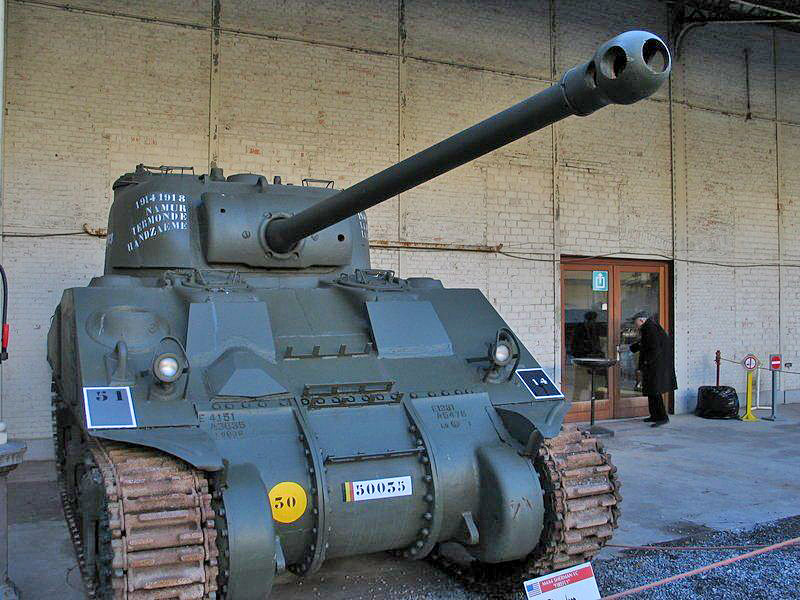
Lo Sherman Firefly.

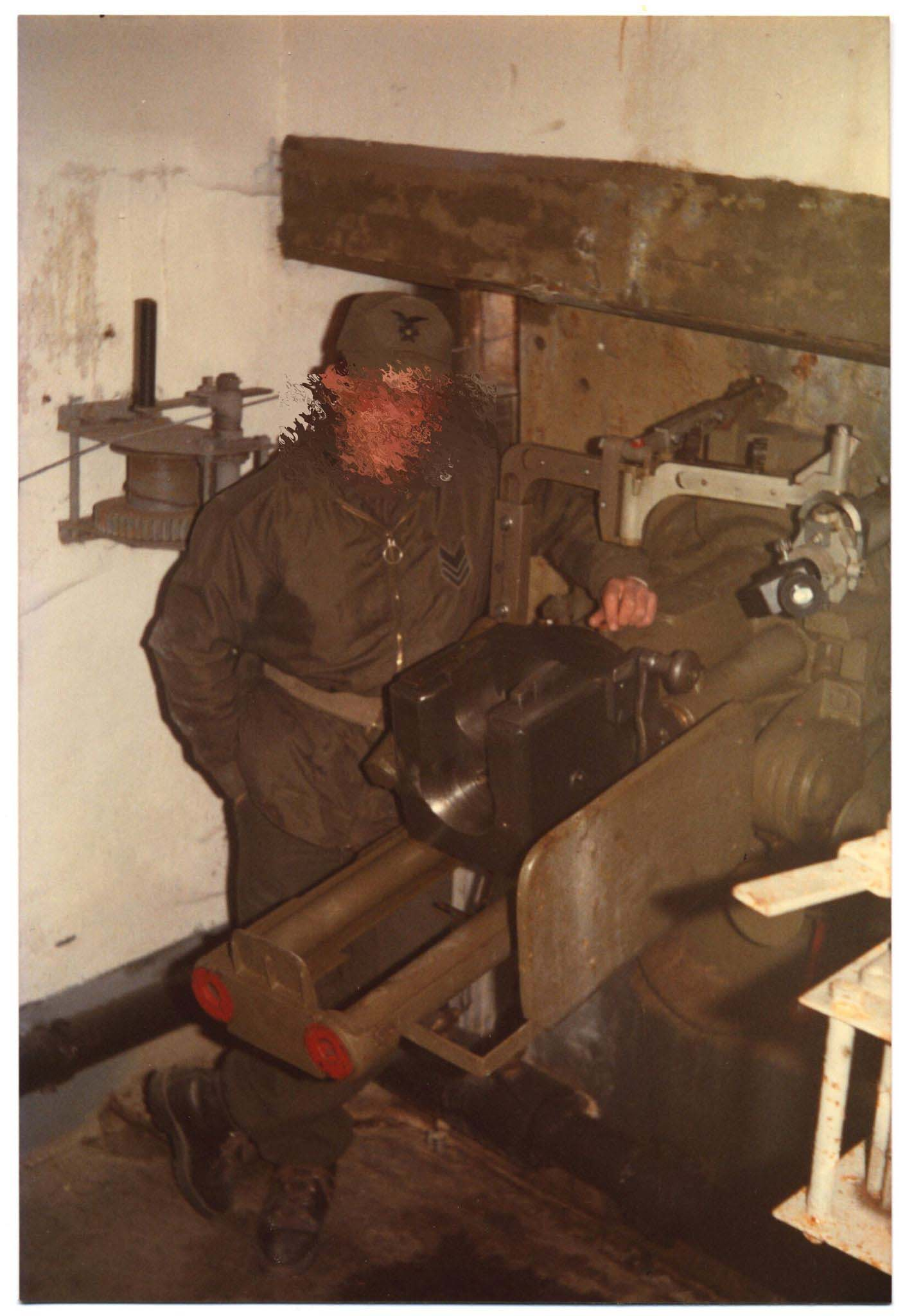
Una postazione con il cannone da 105/25.

Dopo la fine della Seconda Guerra Mondiale, quando le opere vennero riaperte, e nuovamente presidiate, questa volta dagli Alpini d'Arresto e Fanteria d'Arresto, cambiarono in parte gli armamenti delle opere.
Mitragliatrici:
- Mitragliatrice Breda Mod. 37 cal. 8 mm, installata nelle opere in calcestruzzo su apposito affustino (fu successivamente sostituita dalla mitragliatrice MG 42/59 nel 1981-82);
- Fucile Beretta BM 59, utilizzato per la difesa ravvicinata delle opere e degli ingressi;
- Fucile mitragliatore Bren Mk 1 cal.7.62 mm, per la difesa ravvicinata e degli ingressi.
- Mitragliatrice MG 42/59, che entro in servizio tra gli anni settanta e ottanta. Ciò comportò in molti casi una modifica degli affusti.
- Mitragliatrice pesante contraerea Browning M2 utilizzata nelle postazioni che consentivano un ampio raggio d'azione e campo aperto (nelle postazioni con carro in vasca della fanteria d'arresto o degli alpini d'arresto che andarono ad integrare gli sbarramenti in caverna del dopoguerra).

Artiglieria:
- Cannone 75/21 modello I.F., di produzione italiana;
- Cannone 75/34 modello S.F., di produzione italiana;
- MECAR 90/32, che andava a sostituire i due modelli precedenti. Questo cannone era di produzione belga, e esisteva nelle versioni leggera "L" e pesante "P";
- Cannone 76/40 Mod. 1916 R.M., in alcuni casi in sostituzione del 90/32;
- Cannone 105/25 mod. S.F., di produzione italiana, in sostituzione del 75/27. Questo cannone fu ricavato dal semovente italiano M.43 utilizzato durante la guerra;
- Vecchi carri armati (M4 Sherman, M26 Pershing, M47 Patton), che montano una torretta enucleata, oppure installando l'intero scafo in apposite vasche in cemento. Il primo aveva montato un cannone 76/55 (mod. SF. di produzione inglese, noto anche come "17 libbre"), mentre gli altri due un cannone M-3 da 90/50.
  - In alcuni casi è stato anche utilizzato lo scafo del Fiat M-15/42.

Inoltre le opere erano difese anche con l'impiego di campi minati del cui dislocamento si occupava il genio militare.
Con la dismissione/chiusura delle opere nel 1992, la maggior parte delle armi vennero rimosse, comprese le torrette, carri o parti di esse (quando era possibile farlo, in quanto molte di queste erano saldate nel cemento armato).

## Comunicazioni tra e nelle opere
All'interno di ogni opera era prevista l'installazione di una rete telefonica e di altri sistemi per collegare le varie postazioni al comando, come tubi portavoce, pannelli con segnali luminosi e acustici, altoparlanti. Tuttavia, se questo fu realizzato, almeno in parte, nelle opere più grosse, dove le comunicazioni a distanza erano strettamente necessarie, lo stesso non avvenne per le opere di minore estensione, in molte delle quali allo scoppio delle ostilità, nel giugno 1940, fu necessario rimanere a portata di voce.
I collegamenti esterni erano invece basati sulle stazioni fotofoniche, sostituite in seguito dalle stazioni radio, e sulla rete telefonica con cavo interrato.

### Stazioni fotofoniche

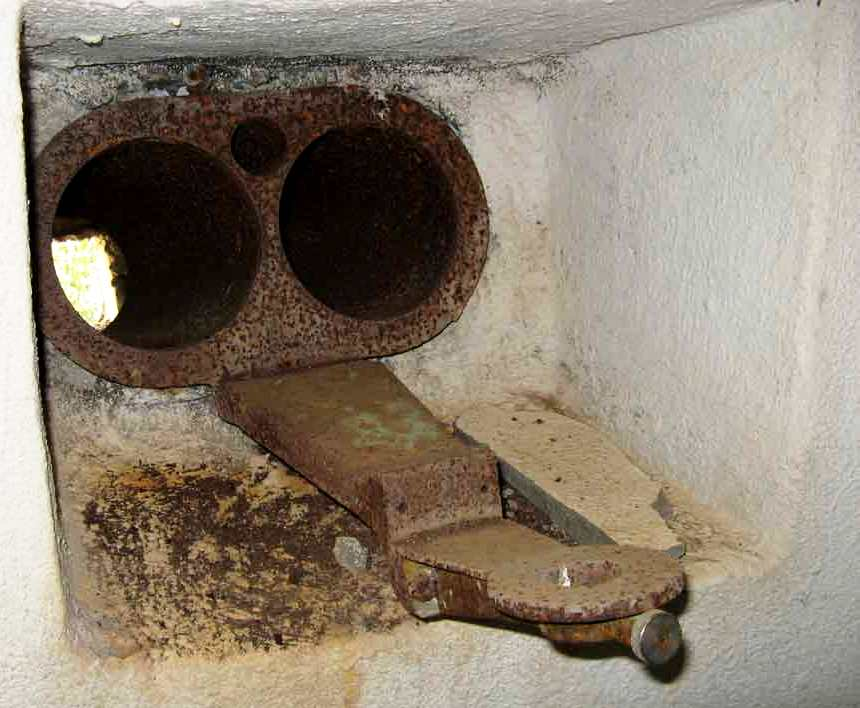
Il condotto fotofonico all'interno di un bunker, con la staffa di sostegno del fotofono solidale con la coppia di tubi immorsati nel cemento.

I fotofoni erano degli apparati di tipo elettro-ottico che permettevano la trasmissione in full-duplex di un segnale audio per mezzo di un canale di comunicazione basato sull'uso di onde elettromagnetiche nello spettro del visibile o del vicino infrarosso. In pratica il segnale elettrico prodotto da un microfono veniva utilizzato, dopo opportuna amplificazione, per modulare in ampiezza la tensione di alimentazione di una lampada a incandescenza posta in un proiettore ottico, la cui radiazione (nel campo del visibile o dell'infrarosso) veniva inviata in linea retta verso una stazione ricevente. Qui il fascio ottico veniva captato da un sistema catadiottrico costituito da due specchi, nel fuoco del quale era posta una cellula fotoemissiva al cesio che riconvertiva le variazioni luminose in un segnale elettrico che veniva amplificato e inviato a una cuffia con la quale l'operatore poteva ascoltare il messaggio vocale trasmesso dalla stazione corrispondente.
Le stazioni fotofoniche, all'avanguardia per quei tempi, furono messe a disposizione delle autorità militari dal 1935. Esse erano composte da una cassetta contenente la parte elettronica, costituita da un circuito a tubi termoionici alimentato a batterie, e dall'apparato ottico, costituito da due tubi metallici affiancati nei quali erano alloggiati rispettivamente la lampada e la cellula al cesio, sormontati da un mirino per il puntamento verso la stazione con cui si voleva stabilire la comunicazione. Il sistema poteva funzionare con radiazioni visibili o infrarosse applicando appositi schermi di vetro colorato (speciali filtri) davanti al complesso di trasmissione.
Esistevano due tipi di stazione fotofonica che differivano per il diametro dei tubi dell'apparato ottico (115 o 180 mm), dal quale dipendeva la portata utile del sistema. Entrambi i tipi potevano essere impiegati come stazione da campo sistemando l'apparato ottico su un apposito treppiede, ma all'interno delle opere era prevista unicamente l'installazione della stazione da 180 mm, la cui parte ottica veniva sistemata su una staffa solidale con una coppia di tubi affiancati che venivano annegati all'interno di una feritoia di piccole dimensioni, detta condotto fotofonico, che traforava la massa muraria o rocciosa di protezione del blocco in direzione della postazione fotofonica dell'opera corrispondente. Le stazioni fotofoniche erano normalmente ubicate nei blocchi d'ingresso e nelle camere di combattimento o, in alcuni casi, in ambienti espressamente dedicati.
Questo sistema permetteva, in teoria, una comunicazione fino ai 6 km di distanza di giorno e 10 km (circa) di notte. In pratica le condizioni atmosferiche degli ambienti di montagna, caratterizzati frequentemente da foschia o nuvolosità bassa, ne condizionavano pesantemente le prestazioni operative, impedendo a volte l'intelligibilità delle comunicazioni. A tale proposito il Maresciallo Badoglio così scriveva nella Relazione sull'ispezione compiuta alle nostre sistemazioni difensive del Moncenisio nei giorni 16 e 17 maggio 1940 - XVIII: «Le stazioni fotofoniche nelle opere presentano l'inconveniente che, in caso di azione, è prevedibile che non diano adeguato rendimento. È già allo studio la sostituzione di esse con stazioni radiofoniche a onde corte.»

### Stazioni radio
Data la poca affidabilità dei sistemi fotofonici in caso di nebbia o fumo denso, si decise di munire l'opera con delle radio.
Un primo modello di radio fu la R4/D, successivamente sostituito dal modello RF4/D. Queste radio, oltre a essere ingombranti (antenne di 20 m, di tipo a dipolo) e pesanti (la R4/D pesava 152 kg), avevano una portata di 50–60 km, e operavano attorno ai 1.300-4.285 kHz la prima e 1.270-4.300 kHz la seconda. Spesso il condotto della fotofonica veniva utilizzato per riporre l'antenna.
Soprattutto dopo la Seconda Guerra Mondiale, gli apparecchi radio ebbero un ruolo sempre più importante nelle comunicazioni e le opere ripristinate furono dotate di sistemi radio idonei al funzionamento anche dall'interno delle stesse mediante apparati suppletivi denominati “Complessi aggiuntivi OB/9”, che comprendevano un'antenna tipo stilo, un cavo coassiale di collegamento, un adattatore d'antenna e un picchetto con isolatore per il sostegno dell'antenna stessa. Alcuni dei modelli di radio usati furono:
- Stazione "CPRC-26". Questo apparecchio in radiofonia FM semplice, veniva usato per mantenere i contatti dall'interno dell'opera con il "plotone difesa vicina", quando questo usciva dall'opera ad esempio per pattugliamenti. La radio aveva le dimensioni 28,5x26x10,2 cm, con un peso complessivo di 4,8 kg (inclusi gli accessori, le batterie e la borsa). La radio aveva sei canali, con una gamma di frequenze compresa tra i 47 e i 55,4 MHz. Le pile davano alla radio un'autonomia di 20 ore. Utilizzando la propria antenna stilo, l'apparecchio aveva una portata di 1,5 km, che poteva aumentare fino a 3 km, se l'antenna veniva allungata aggiungendo uno spezzone di filo di 1,22 m.[98]
- Stazione "SCR-300". Questo apparecchio in radiofonia FM semplice, veniva usato per mantenere i contatti dall'interno dell'opera con il "plotone difesa vicina", ma anche per la comunicazione opera-opera. La radio aveva le dimensioni 28x43x15 cm, con un peso complessivo di 15 kg (inclusi gli accessori, le batterie e la borsa). La radio aveva 40 canali, con frequenze attorno ai 48 MHz. A seconda delle pile che venivano utilizzate, la radio poteva avere un'autonomia di 10 o 20 ore. La radio aveva due antenne in dotazione, quella a stilo corta, e quella a stilo lunga, che davano rispettivamente una portata di 3 e 5 km.[98]
- Stazione "AN/GRC-9". Questo apparecchio in radiofonia AM (semplice e non), veniva usato per mantenere i collegamenti dal comando sbarramento ai comandi superiori. La radio era composta da tre parti fondamentali e distinte: un cofano apparati con dimensioni 40x29x22 cm, per un peso di 15 kg, un cofano alimentatore-vibratore di dimensioni 45x24x27 cm, per un peso di 37 kg e un cofano alimentatore-survoltore di dimensioni 33x28x30 cm, con un peso di 16 kg. Complessivamente l'apparecchio aveva un peso di 80 kg. La radio funzionava tra i due e i 12 MHz. Per l'alimentazione dell'apparato potevano essere adottate tre soluzioni, che fornivano rispettivamente 6, 12, o 24 V, e quindi davano rispettivamente 5, 8, o 14 ore di autonomia. A seconda dell'antenna la radio poteva ottenere una portata differente. Se veniva usata l'antenna a stilo, che poteva essere composta da 5 elementi lunghi 1 m, raggiungeva i 25 km in fonia, e 56 km in telegrafia. Se invece si utilizzava un'antenna filare, la radio raggiungeva i 40 km di portata in fonia, e 120 km in telegrafia.[98]

### Rete telefonica

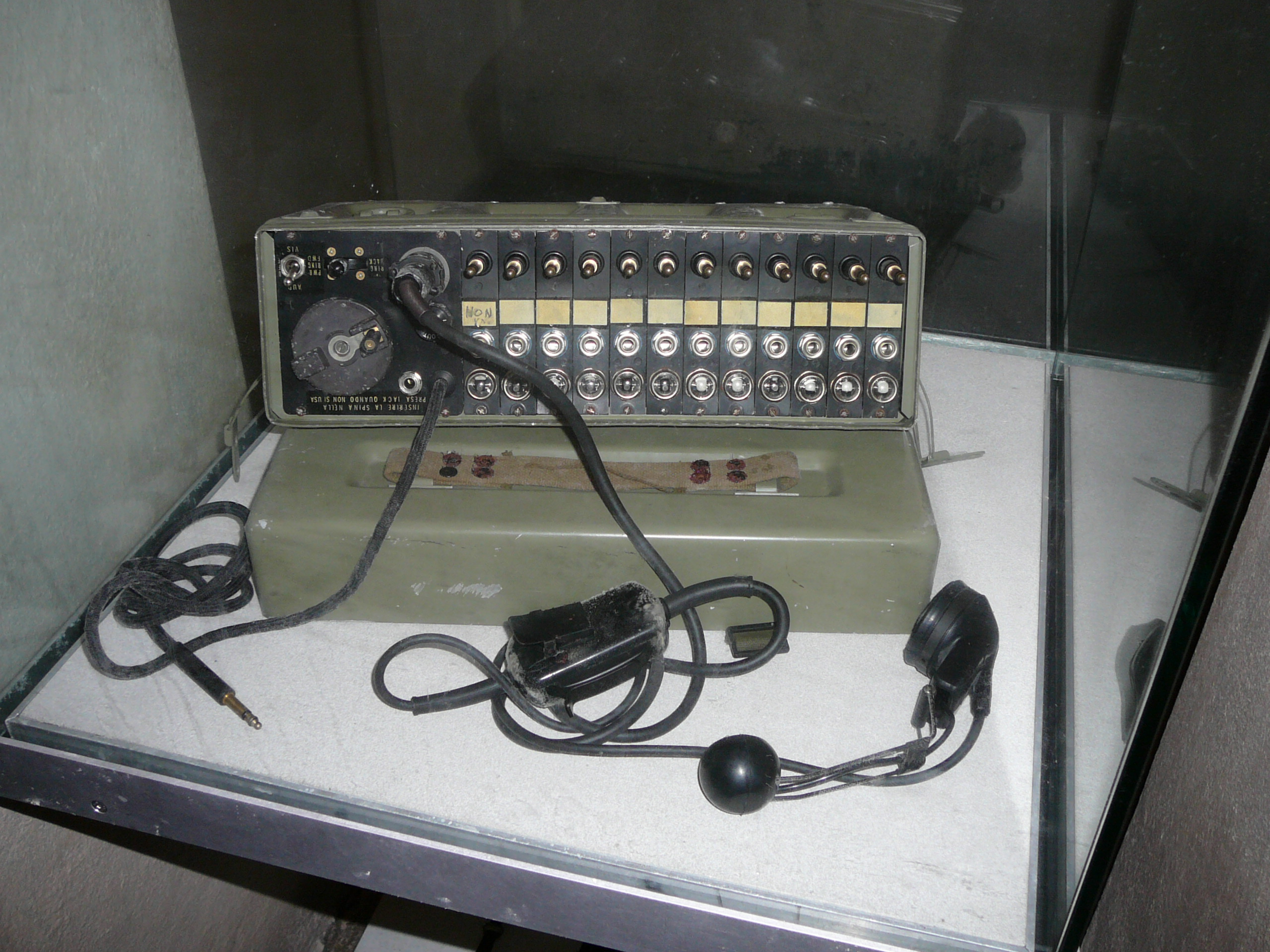
Un esempio di un centralino SB-22.

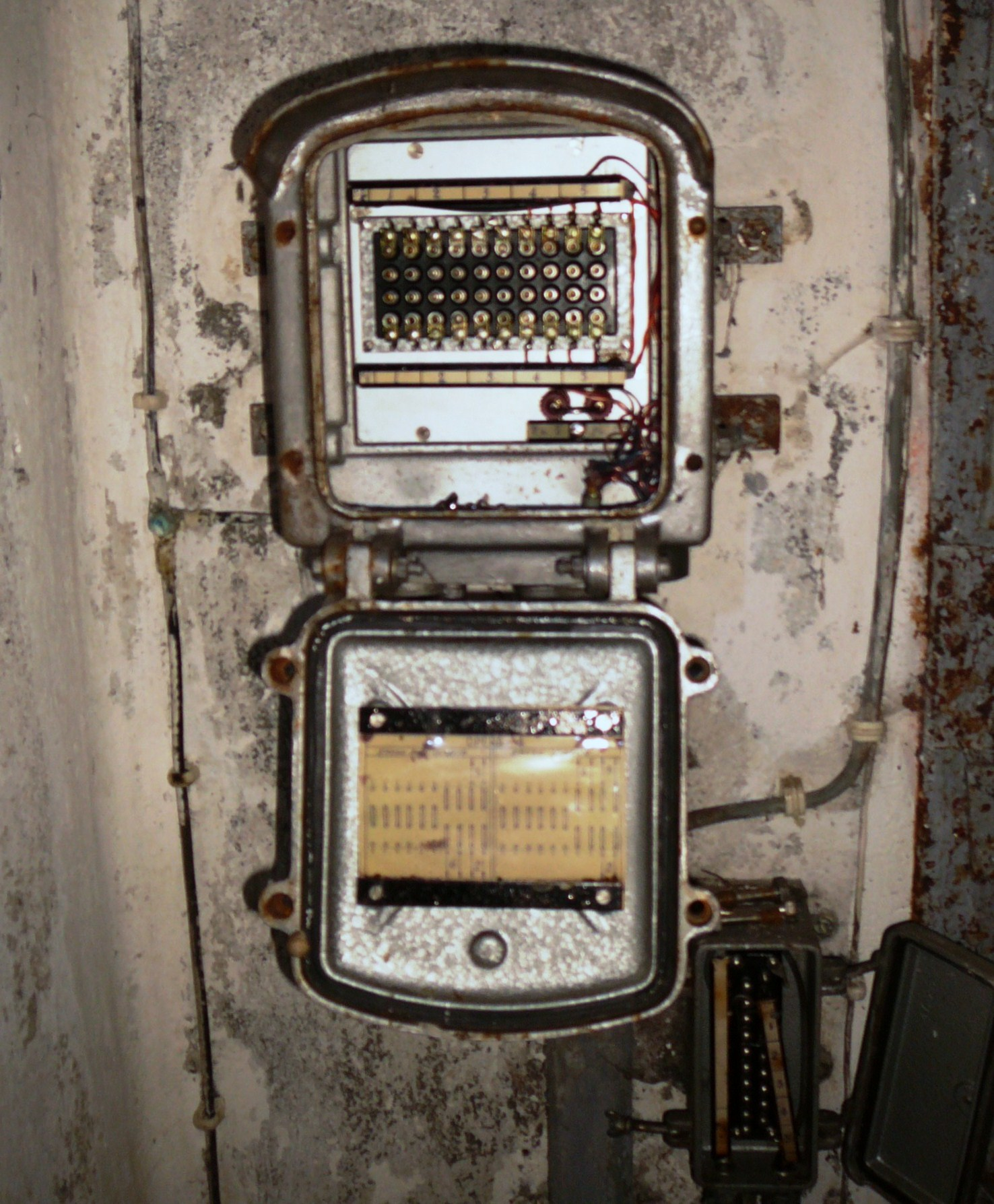
Permutatore telefonico usato nelle opere del Vallo Alpino riattivate nel dopoguerra.

Per quanto riguarda le opere del Vallo Alpino Settentrionale, i collegamenti telefonici esterni, presi in considerazione nelle varie circolari dell'Ispettorato dell'Arma del Genio (I.A.G.), iniziarono a essere previsti nei progetti degli anni quaranta, ma non furono ritenuti di primaria importanza, visto che la maggior parte delle opere non erano ancora completate. Così, alla sospensione dei lavori ('41-'42), nessuna opera era dotata di tale collegamento.

A ciò si mise rimedio nel dopoguerra, con il reimpiego di alcune opere che furono così dotate di rete telefonica sia interna che esterna.
Alcuni degli apparati usati furono:
- apparato telefonico da campo tipo "EE-8". Fu usato per i collegamenti interni dell'opera. L'apparato era sistemato all'interno di una custodia in cuoio o di tela di dimensioni 26x21x11 cm, con un peso complessivo dell'apparato (incluse le pile) di 5,1 kg. L'alimentazione era fornita da due pile BA-30 poste in serie, che fornivano una tensione di 3 V.[98]
- centralino telefonico campale tipo "UC", a 10 linee. Fu usato per i collegamenti interni ma anche esterni verso le altre opere dello sbarramento. L'apparecchio era costituito principalmente da una scatola metallica di dimensioni 53x20x20 cm, per un peso totale dell'apparecchio di 21,5 kg. L'alimentazione era fornita da 3 pile WB-0/200 poste in serie, che fornivano una tensione di 4,5 V.[98]
- centralino telefonico campale "SB-22/PT", che andava a sostituire all'inizio degli anni ottanta il modello "UC", aumentando le linee a 12. Fu usato per i collegamenti interni ma anche esterni verso le altre opere dello sbarramento. L'apparecchio era costituito principalmente da una scatola metallico a tenuta stagna di dimensioni 13x39x33 cm, per un peso complessivo dell'apparato di 14 kg. Per l'alimentazione servivano 2 pile BA-30 collegate in serie che fornivano in uscita 3 V. Di queste ne servivano due per il microtelefono, e altrettante per l'illuminazione e alimentazione suoneria.[98]

In sostanza si può affermare che, all'interno dell'opera, i locali principali fossero muniti di apparecchi telefonici portatili, collegati tramite un apposito impianto al centralino telefonico.

## Simboli all'interno delle opere

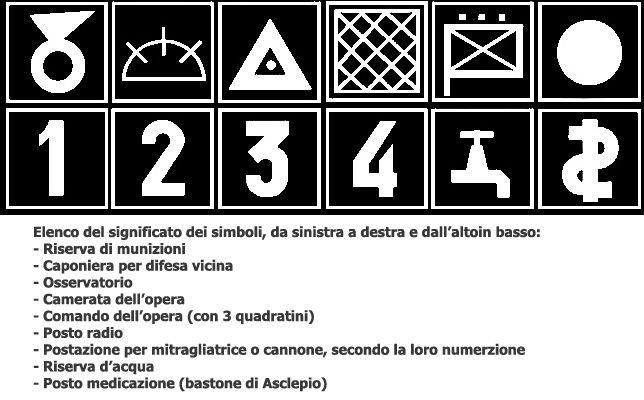
La tabella dei simboli, con relativa legenda.

All'interno dei bunker si utilizzava una particolare simbologia, che oltre a una identificazione progressiva relativa alle postazioni di fuoco, indicava i locali e gli equipaggiamenti all'interno delle opere. Il tipo di simbologia utilizzata, per quanto simile era diversa a seconda del periodo (prima della guerra e nel dopo guerra) e anche a seconda se si trattasse di opera da montagna o da pianura.
Solitamente in tutte le opere all'ingresso dell'opera si trovavano comunque delle indicazioni o nei casi migliori un cartello di alluminio che indicava il numero e la tipologia delle postazioni da fuoco, e quindi gli eventuali vari locali con le funzioni di camerata o di riserva ad esempio.

### Simbologia nelle opere di montagna

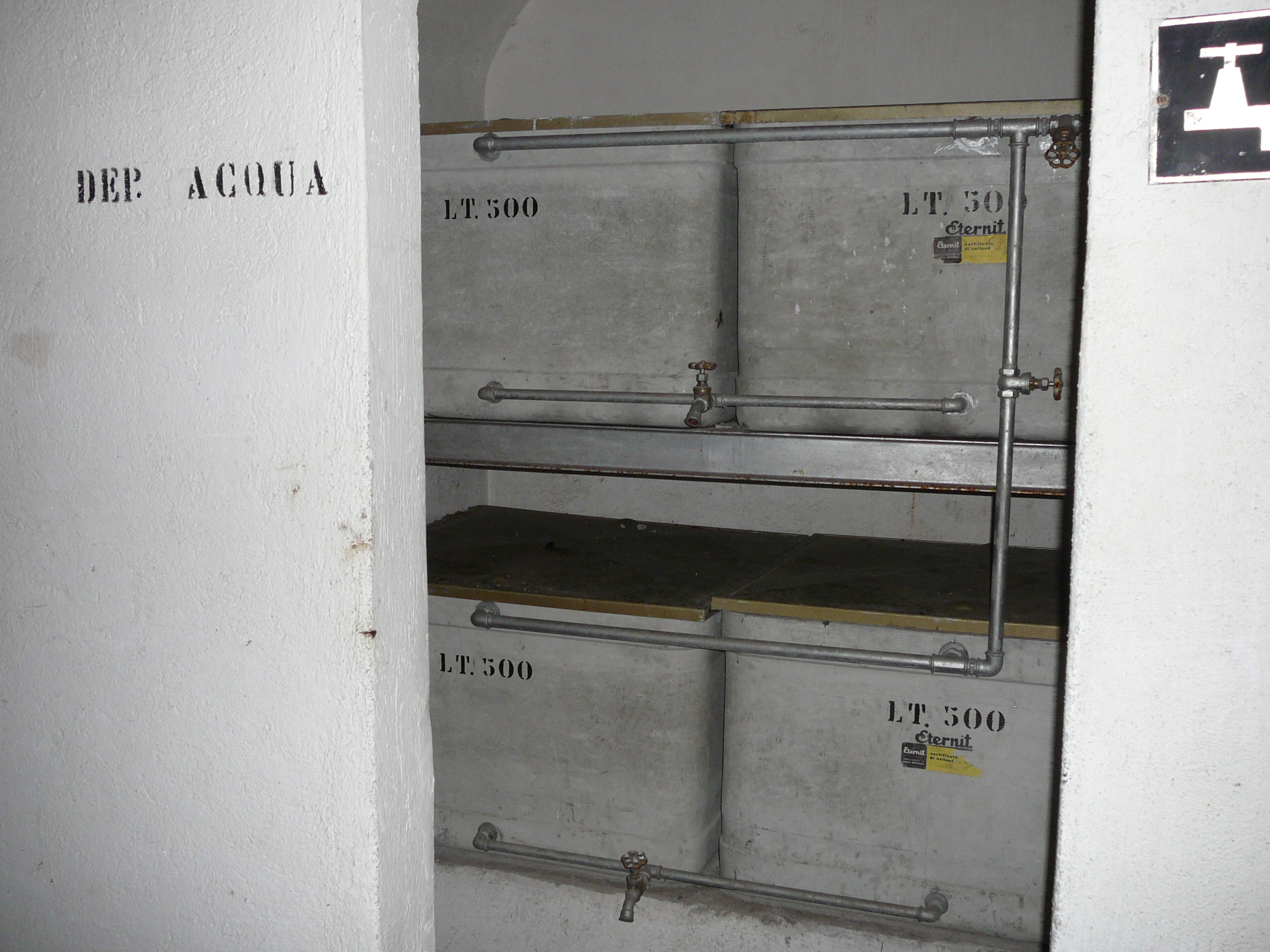
Il deposito dell'acqua non potabile con alcune vasche in eternit da 500 litri, contraddistinto dalla scritta in vernice nera e dal relativo simbolo.

All'inizio della vita vera e propria delle opere la simbologia utilizzata erano in realtà delle scritte sui muri, in diversi stili e colori (solitamente nere, gialle o rosse), dovuti probabilmente soltanto al particolare estro creativo del pittore. Una segnaletica di questo tipo naturalmente aveva una longevità breve, ed è quindi difficile oggigiorno trovarne in condizioni ottimali. Alcune scritte di questo tipo, realizzate con vernice nera e apposite maschere per caratteri stampatello, sono tuttora presenti in buono stato di conservazione in qualche opera del Vallo Alpino Occidentale.
Nel dopoguerra e soprattutto nelle opere di montagna i cartelli erano normalmente costituiti da simboli bianchi stampati su sfondo nero incorniciato di bianco, stampati su cartellini di plastica di forma quadrata, che potevano essere appesi da soli o aggregati ad altri, formando così un cartello più complesso. Per elevare il grado della loro visibilità, solitamente i simboli erano rifrangenti.

A volte al posto dei numeri per indicare le diverse postazioni per arma presenti nell'opera, veniva aggiunta una lettera "M" o "P" prima del numero. Questa distinzione stava a indicare la differenza di postazione presente: mitragliatrice o cannone anticarro.

Oltre a questi cartelli continuava a essere usata la tecnica dei caratteri stampatello realizzati con maschere e vernice nera.